# Heimerziehung in Österreich
Die Heimerziehung in Österreich ist ein System der Fremdunterbringung. Sie soll Kindern und Jugendlichen Obhut und Betreuung außerhalb der eigenen oder einer anderen Familie gewährleisten. Heute wird eingeräumt, dass Kinder und Jugendliche hierbei auch viele Schäden erlitten.
Im Jahr 1811 wurde den Kindern ein Recht auf Erziehung zugesprochen. Es entwickelten sich verschiedene Typen von Heimen, die mit Beginn des 20. Jahrhunderts unter zunehmend biopolitischem Einfluss standen, welcher auch Wegbereiter zur nationalsozialistischen Rassenhygiene im Zweiten Weltkrieg war. Nach dem Zweiten Weltkrieg ging die Politik der Jugendfürsorge beinahe nahtlos wieder in eine biopolitische Richtung über. Im Schatten des faschistischen Menschenbildes wurden die Kinder drei Jahrzehnte als verwahrlost, unnütz und kriminell stigmatisiert und waren sowohl in privaten, kirchlichen wie auch in weltlichen Heimen in ganz Österreich jeglicher Art von Gewalt, insbesondere auch medizinischen Versuchen und Zwangsarbeit ausgesetzt. Ab 1969 gab es öffentliche Proteste, Diskussionen und Studien, in welchen die Praktiken kritisiert wurden, doch die Zustände änderten sich nur zögerlich.
Ab Mitte der 1970er-Jahre wurde zunächst langsam mit dem Schließen der ersten Großheime begonnen, das Zusperren der letzten Heime dauerte bis in die 2000er-Jahre.
Das ganze Ausmaß der Gewalt sowie die psychischen und gesundheitlichen Spätfolgen für die Betroffenen wurden durch den im Jahr 2010 einsetzenden Kinderheim-Skandal bekannt, nachdem ehemalige Heimkinder an die Öffentlichkeit gingen und über die erlittenen Qualen berichteten. Ein Teil von ihnen bekam finanzielle Entschädigungen, die je nach auszahlender Stelle und Schwere des Falls unterschiedlich hoch waren.

## Die Entwicklung der Fürsorgeerziehung bis 1938

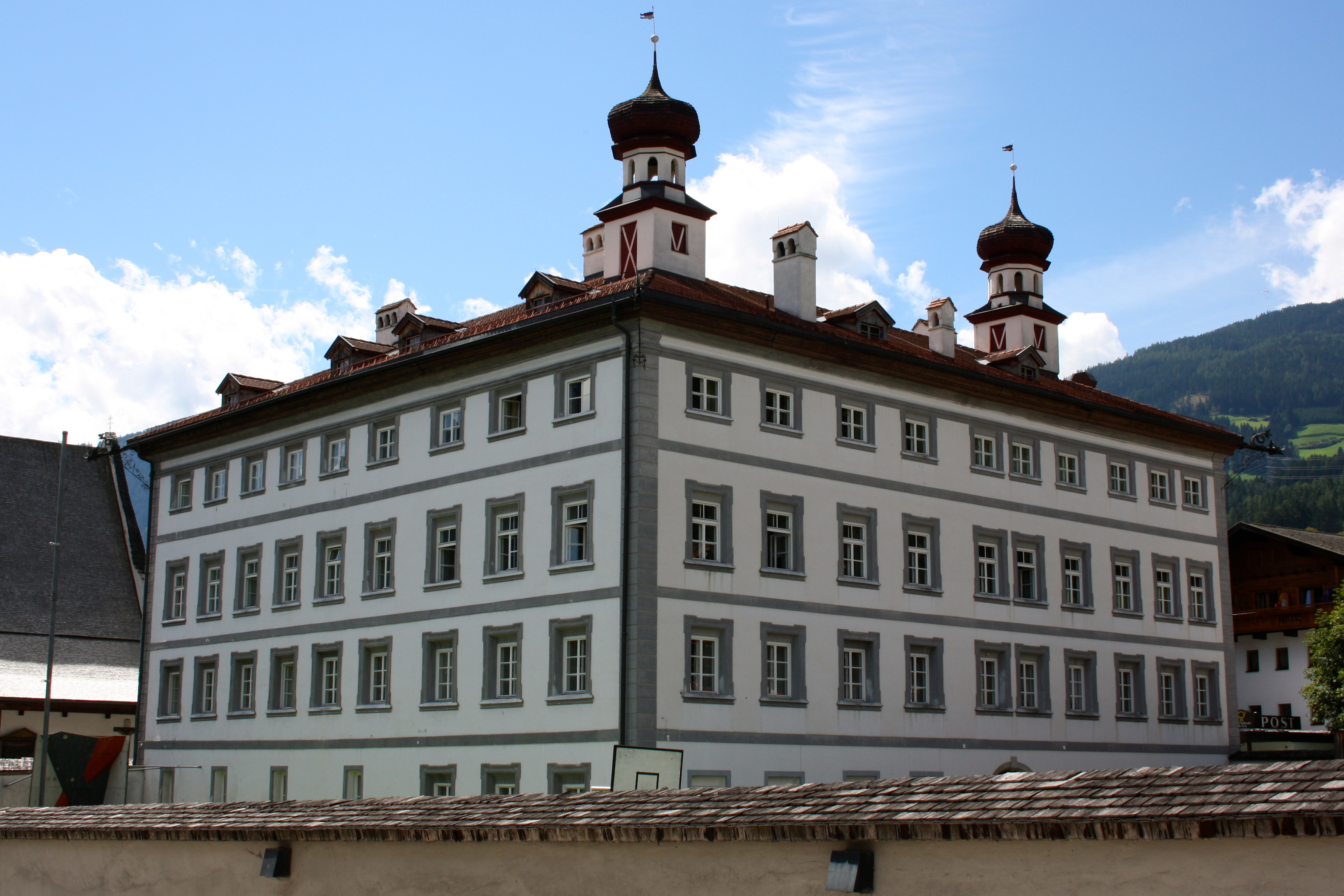
Die Bubenburg in Fügen

Die heute geltenden Regelungen zur Jugendfürsorge und Fürsorgeerziehung in Österreich haben ihren Ursprung im ABGB von 1811 und dem Außerstreitgesetz von 1854. Bis dahin wurden unversorgte Kinder in Waisenhäusern oder durch die Armenfürsorge versorgt, wobei sie auf das Wohlwollen der Bürgerlichen und ihrer Armenräte angewiesen waren. Im ABGB wurden Kinder zum ersten Mal zum Rechtssubjekt, ihnen wurde das Recht auf Erziehung und Unterhalt zugesprochen und es wurde festgelegt, dass für Kinder, die nicht unter „väterlicher Gewalt“ standen, ein Vormund zu bestellen sei. Das Außerstreitgesetz regelte das gerichtliche Verfahren zur Vormundschaft. Eine zweite wesentliche Grundlage bildete das Heimatgesetz von 1863, welches besagte, dass die Armenfürsorge durch die Gemeinden bei Kindern nicht nur Unterhalt und Pflege bei Krankheit, sondern auch die Erziehung einzuschließen habe. Das Reichsgesetzblatt von 1885 bildete mit Regelungen zur Anhaltung in Zwangsarbeits- oder Besserungsanstalten schließlich die Grundlage zur Einweisung „verwahrloster oder straffälliger Minderjähriger“ in derartige Anstalten, aus welchen später die Erziehungsheime hervorgingen. Ab der Novelle zum ABGB im Jahr 1914 war es möglich, dass Vorsteher von Zwangs-, Besserungs- und Fürsorgeanstalten, Organe der öffentlichen Verwaltung oder Vereinigungen für Jugendschutz die Vormundschaft für Minderjährige übernahmen. Ein bundesweites Gesetz, das den Bereich der Jugendwohlfahrt regelt, wurde in der Zeit der Ersten Republik zwar angestrebt, konnte aber nicht verwirklicht werden. Das 1928 beschlossene Jugendgerichtsgesetz war die Grundlage für die Errichtung von geschlossenen Heimen für schwererziehbare Kinder und Jugendliche, wie die Bundesanstalt für Erziehungsbedürftige in Kaiser-Ebersdorf.

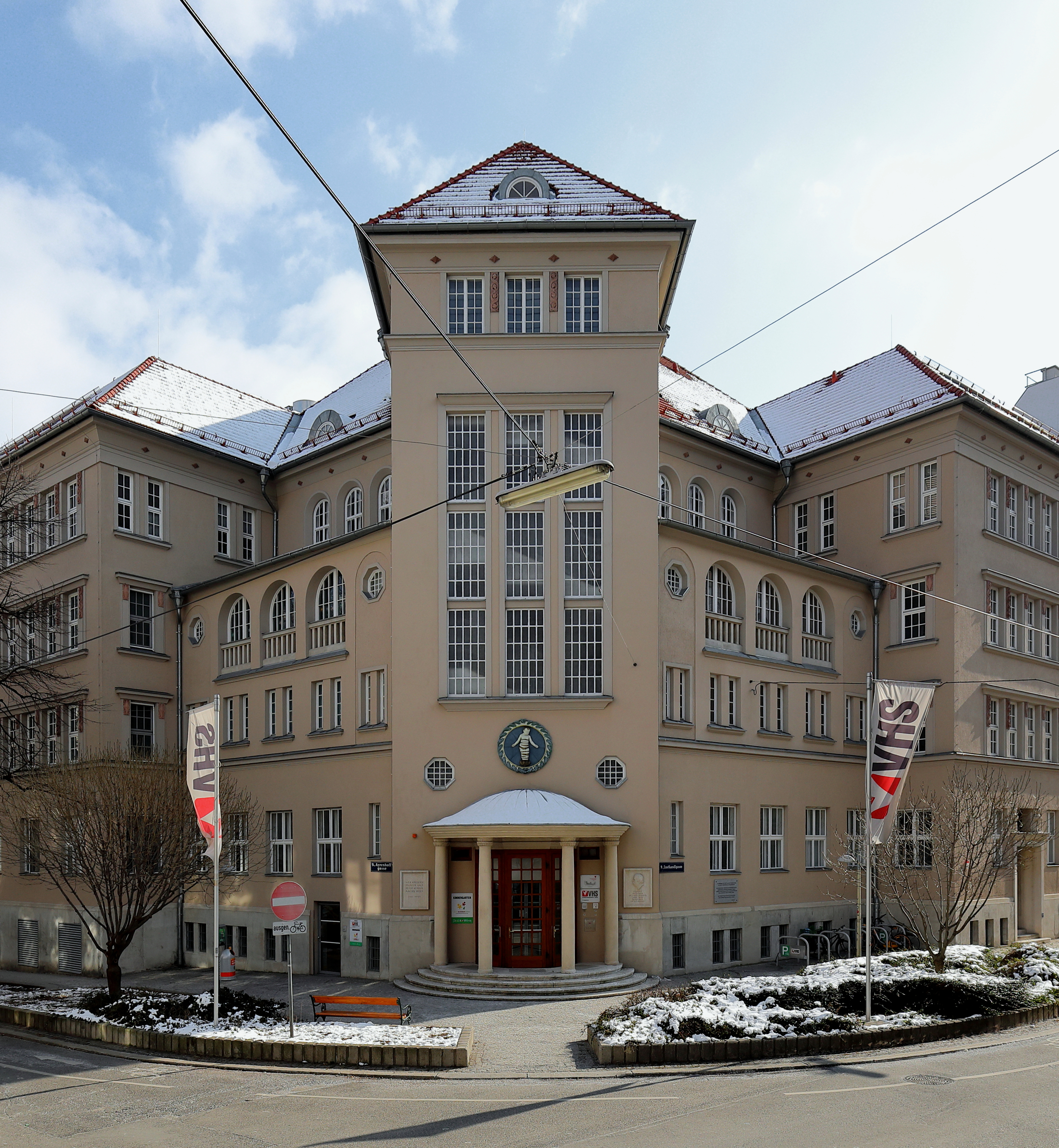
Kinderübernahmestelle in Wien

1917 erfolgte die Gründung der städtischen Jugendämter in Wien (im Arbeiterbezirk Ottakring bereits 1913, in Rudolfsheim 1914), die übrigen Bundesländer folgten in den Jahren danach, etwa wurde das Innsbrucker Jugendamt 1918 gegründet. Die Jugendämter waren dem Schutz des Kindeswohls verpflichtet, ihr Handeln war jedoch von biopolitischem Denken im Sinn der jeweiligen Regierung geleitet. Selbst der Austromarxismus im Roten Wien sprach von der Erziehung neuer Menschen, was de facto ein Anpassen der Menschen an die fordistische Produktionsweise war. Nicht einmal der für große soziale Reformen bekannte Julius Tandler meinte mit seinen Programmen die an den Rand der Gesellschaft geborenen Kinder. Vielmehr stellte er Überlegungen über produktive und humanitäre Wohlfahrtsausgaben an und vertrat die Auffassung, dass zwar „ethische und humanitäre oder fälschlich humanitäre Gründe“ gegen die Vernichtung lebensunwerten Lebens sprechen, dass das Problem jedoch bei Kenntnis der Zahlen (Kosten) an Aktualität und Bedeutung gewinne und „die Idee, daß man lebensunwertes Leben opfern müsse, um lebenswertes zu erhalten, immer mehr und mehr ins Volksbewußtsein dringen“ würde.
„Verwahrlosung“ war spätestens seit den 1920er-Jahren ein Schlüsselbegriff der Heilpädagogik. Gassenkinder etwa (vorwiegend Kinder ungelernter und Gelegenheitsarbeiter, teils dem sogenannten Lumpenproletariat zuzurechnen, die sich tagsüber in autonomen Gruppen im öffentlichen Raum aufhielten) sah man als gefährliche und gewaltbereite kleine Wilde an, da sie keinerlei pädagogisch wertvolle Gemeinschaften bilden würden. Ihnen sei ihr dissoziales Streben bewusst zu machen. Ab 1922 wurde allen unehelich geborenen Kindern ein Berufsvormund zugeteilt (in Ottakring schon ab 1912) – 1925 betraf dies in Wien 16.000 Kinder – zugleich wurden verpflichtende Hausbesuche eingeführt, die einen Einblick in das familiäre und soziale Milieu lieferten („nachgehende Fürsorge“). 1925 wurde das Wäschepaket (eine Grundausstattung an Stoffwindeln, Strampelhosen etc.) und flächendeckende Kontrollen aller Haushalte, in denen ein Kind geboren wurde, eingeführt. Entsprach der Haushalt subjektiv nicht den an bürgerlichen Normen orientierten Erwartungen, konnten die Kinder, zumeist nach weiteren Kontrollen, der Gemeindepflege zugeteilt werden. Als besonders „verwahrlosungsgefährdete“ Risikogruppe galten dabei Kinder alleinstehender Elternteile; es wurde nicht die oft nur finanzielle Notlage behoben, sondern man nahm die Kinder einfach mit und steckte sie zunächst in die Zentrale Kinderübernahmestelle, wo sie in der Regel drei Wochen ohne jede Besuchsmöglichkeit (Quarantäne) unter Beobachtung standen. Danach wurden sie weiteren Heimen oder Pflegeplätzen zugewiesen, nur in seltenen Fällen kamen die Kinder in ihr Elternhaus zurück. Konnte noch keine Entscheidung getroffen werden, kamen die Kinder zur weiteren Beobachtung ins Zentralkinderheim oder blieben weitere drei Wochen in dem der Übernahmestelle angeschlossenen Kinderheim. Die Zustimmung des Pflegschaftsgerichts holte das Jugendamt mit der Begründung Gefahr im Verzug oft erst nach erfolgter Überstellung des Kindes in die Kinderübernahmestelle ein.
Eine Differenzierung der Kinderheime (es entstanden verschiedene Spezialheime) sowie das Sichten der Kinder vor der Aufnahme in ein Heim gehen auf den Heilpädagogen Franz Winkelmayer zurück, der 1919 die Erziehungsberatung der Stadt Wien innehatte (später, im Dritten Reich, wurde er leitender Erziehungsberater des Gaujugendamtes und übernahm 1943 die kommissarische Leitung der Jugendfürsorgeanstalt Am Spiegelgrund). Der Lehrer und Psychoanalytiker August Aichhorn übernahm die Erziehungsberatungsstelle im Jahr 1922 und hielt Beratungsstunden in den Jugendämtern ab. Aichhorn sah sich als verständnisvollen Verbündeten der Verwahrlosten, die er von der offiziellen Pädagogik unter einem falschen Bild betrachtet sah und davon ausging, dass Kinder nicht selbst an ihrer Verwahrlosung schuld sind. Er setzte auf das Gespräch und hielt körperliche Strafen sowohl in der Familie wie in Heimen für kontraproduktiv. 1925 wurden in den Waisenhäusern die uniforme Kleidung abgeschafft und Aufseher durch Erzieherinnen sowie eine Heimmutter ersetzt; in den Erziehungsanstalten wurden die Arrest- und Prügelstrafen aufgehoben. Trotzdem wurden in den Erziehungsheimen die Kinder tendenziell zu Schuldigen gestempelt und die Ursachen ihrer „Verwahrlosung“ auf sie aufgeschlagen. Zudem zeichnete sich unter dem Stadtrat Julius Tandler eine Tendenz zum eugenisch-medizinischen Paradigma u. a. dadurch ab, dass Aichhorn im Jahr 1926 zwei Ärzte als Erziehungsberater zur Seite gestellt wurden.
1935 entwickelten Hildegard Hetzer und Charlotte Bühler den Wiener Kleinkindertest, mit dem sie die kindliche Entwicklung normierten. Dadurch erst wurde eine Unterscheidung zwischen „normal“ und „nicht normal“ entwickelten Kindern möglich, was zu einer weiteren Rechtfertigung für Eingriffe in Familien der unteren, vielfach benachteiligten Schichten geriet. In der Zeitschrift für Kinderforschung schrieben Hetzer und Wilfried Zeller, der Test sei ein zeitsparendes Diagnoseinstrument einer effizienten eugenischen Politik. Weiters ist zu lesen:

„Die Gesamtheit muss von sozial-abnormen Persönlichkeiten möglichst freigehalten werden. […] Die Öffentlichkeit ist ebenso daran interessiert, dass von vornherein die Frage beantwortet wird, ob die Maßnahmen sich im gegebenen Falle auch lohnen, damit die öffentlichen Mittel nicht für hoffnungslose Bemühen vertan werden.“

Die Pädagogik im austrofaschistischen Ständestaat baute auf Unterordnung und Ehrfurcht vor Gott und Vaterland. Der von der Sozialforscherin Marie Jahoda vertretene Ansatz, die Beforschten als Mitarbeitende der Forschung zu sehen, verschwand mit Jahodas Vertreibung im Jahr 1936.

## Die Jugendfürsorge in der Zeit des Nationalsozialismus
Die Jugendfürsorge war unter den Nationalsozialisten nicht als Hilfeleistung, sondern zur Gestaltung eines Volkskörpers umfunktioniert.
Das gesamte Personal der im Frühjahr 1938 mit der Gesundheitsfürsorge zusammengelegten Jugendfürsorge wurde auf Hitler vereidigt und auf anthropologisch-rassistische und rassenhygienische Sichtweise eingestellt; jüdische Fürsorgerinnen wurden entlassen. Die existierenden sozialdemokratischen, katholischen, evangelischen und privaten Fürsorgeschulen wurden geschlossen und durch die dem Gesundheitsamt unterstellte Soziale Frauenschule der Stadt Wien ersetzt, die nun Volkspflegerinnen ausbildete. Jugendamt, Polizei und Gestapo verstärkten ihre Kooperation und das Jugendamt übernahm das Polizeijugendheim Juchgasse. Die Vergabe des Wäschepaketes wurde im Nationalsozialismus fortgeführt, als Voraussetzung kam allerdings hinzu, dass die Meldung bereits vor der Geburt des Kindes erfolgen musste, was eine noch umfassendere Kontrolle, u. a. Auskünfte über sämtliche Familienmitglieder im Voraus möglich machte. Dies war aber nur Teil eines engmaschigen Netzes an Einrichtungen zur Beobachtung, Erfassung, Bewertung, Korrektion und Selektion von Kindern und Jugendlichen, die nicht dem Menschenbild vom leistungs- und anpassungsfähigen Volksgenossen entsprachen. Jene sollten in Hilfsschulen und Erziehungs-Anstalten – auch unter Anwendung von Gewalt – angepasst werden.
Für die erbbiologische Bestandsaufnahme wurden in der Erbkartei systematisch Daten all jener Menschen erfasst, die mit Gesundheits- oder Fürsorgeeinrichtungen in Kontakt kamen. Neben Krankengeschichten wurden darin insbesondere auch Schulbewertungen, Arbeitgeberauskünfte und Strafregisterauszüge ausgewertet. Allein in Wien wurden die Daten von über 700.000 Wienern erfasst. Zudem errichtete die Nationalsozialistische Volkswohlfahrt (NSV) ein flächendeckendes Netz an Hilfsstellen für Mutter und Kind, das bereits 1938 allein in Wien aus 327 solcher parteiamtlichen Hilfsstellen bestanden hat und durch Einzug der NSV in die Mutterberatungsstellen auf 420 erhöht wurde. Durch ihre Einschätzungen, ob ein Kind erziehbar und somit von „Nutzen“ für die „Volksgemeinschaft“ wäre, wirkten die Jugendämter an der Auslese mit, die für die negativ beurteilten Kinder meist tödliche Folgen hatte.
Mit der Verordnung über Jugendwohlfahrt in der Ostmark von 1940 trat in Österreich erstmals ein umfassendes Gesetz zur Jugendwohlfahrt in Kraft. Es muss jedoch gesehen werden, dass hinter diesem „Fortschritt“ die Absicht stand, im Sinn nationalsozialistischer Ideologiebildung Einfluss auf die Erziehung zu nehmen. Das Jugendwohlfahrtsgesetz beschränkte die Möglichkeiten zur Übernahme der Vormundschaft – das Jugendamt wurde zum alleinigen gesetzlichen Vertreter. Als eines der möglichen Zuchtmittel wurde der Jugendarrest eingeführt; diese Maßnahme kam jedoch nur für „arische“ Jugendliche in Frage, deren Persönlichkeit trotz allem eine „gesunde“ Entwicklung erwarten ließ (d. h. bildungs- und arbeitsfähig zu werden). Von jenen, die nicht darunter fielen, entledigte man sich zumeist mittels Jugendkonzentrationslagern. In den beiden sogenannten „Jugendschutzlagern“ Moringen und Uckermark stand Wien bei den Einweisungen an erster Stelle. Auch während der Zeit des Nationalsozialismus wurden die Kinder zunächst in die Kinderübernahmestelle gebracht. Dort wurden sie u. a. mittels des von Hildegard Hetzer entwickelten Wiener Kleinkindertests bewertet. Diese erste Diagnose war zumeist entscheidend für die weitere Zukunft der Kinder, da nachfolgende Gutachten regelmäßig nur anders formuliert wurden. Im Anschluss an die Beobachtung in der Kinderübernahmestelle kamen die meisten Kinder aus Wien in das Erziehungsheim am Spiegelgrund. Später kamen sie auch direkt, ohne vorherige Begutachtung in der Kinderübernahmestelle, auf den Spiegelgrund. An das Erziehungsheim war auch eine Kinderfachabteilung angeschlossen, in der „Unwertes Leben“ für medizinische Experimente missbraucht und umgebracht wurde. Auch die Kinder des Erziehungsheimes standen dadurch unter ständiger Todesbedrohung.

## Die Zeit nach dem Nationalsozialismus bis in die 1970er-Jahre

### Rechtsvorschriften
Nach der offiziellen Aufhebung von Rechtsvorschriften des Deutschen Reiches am 20. Juni 1945 wurde die Verordnung über Jugendwohlfahrt beibehalten, in einer von offensichtlich nationalsozialistischem Gedankengut und jenen Bestimmungen, die nationalsozialistischen Organisationen Einflussnahmen eingeräumt hatten, bereinigten Form; die einst zu diesem Denken führenden biologistischen und utilitaristischen Konzepte wurden jedoch nicht hinterfragt. Der Alliierte Rat stellte schon bald nach Kriegsende die Forderung an den Nationalrat, ein Gesetz für den Bereich der Jugendwohlfahrt zu erlassen. Da jedoch noch kein Familienministerium existierte, fühlte sich einerseits niemand zuständig, andererseits trafen unterschiedliche politische Interessen aufeinander. So kam es erst 1954 zum Beschluss eines eigenständigen Jugendwohlfahrtsgesetzes (JWG) als Grundgesetz, in das allerdings einige Textpassagen des nationalsozialistischen Vorgängertextes einflossen. Das JWG wurde maßgeblich von Karl Ourednik (siehe nächsten Abschnitt) mitverfasst, ebenso stammen die Erläuterungen dazu von Ourednik. „Ourednik dürfte“, so Gertrude Czipke, „der einzige in ganz Österreich gewesen sein, der zur legistischen Arbeit an einem solchen Gesetz befähigt war. Er konnte sich vermutlich sein eigenes Gesetz zusammenstellen.“ In Sachen Vormundschaft brachte das JWG 1954 die Regelung, dass nun auch Mütter und andere Familienangehörige zum Vormund der Kinder werden konnten, allerdings bedurfte es dafür der positiven Einschätzung der Fürsorgerin, nachdem ein Hausbesuch erfolgt war. Ohne vorherige Begutachtung und Einschätzung durch das Jugendamt bekamen ledige Mütter die Vormundschaft über ihre Kinder erst ab 1989 zugesprochen. Die Möglichkeit der Anstalts- und Vereinsvormundschaft wurde wieder eingeführt. In Wien galt für alle Fürsorgezöglinge die „Generalvormundschaft“ durch das Jugendamt.
Noch länger als die Verordnung über Jugendwohlfahrt blieb bis 1963 die Polizei-Verordnung zum Schutze der Jugend vom 10. Juni 1943 in Kraft. Sie wurde durch die Jugendschutzgesetze abgelöst.

### Ideologische Kontinuitäten bei Personal und leitenden Positionen

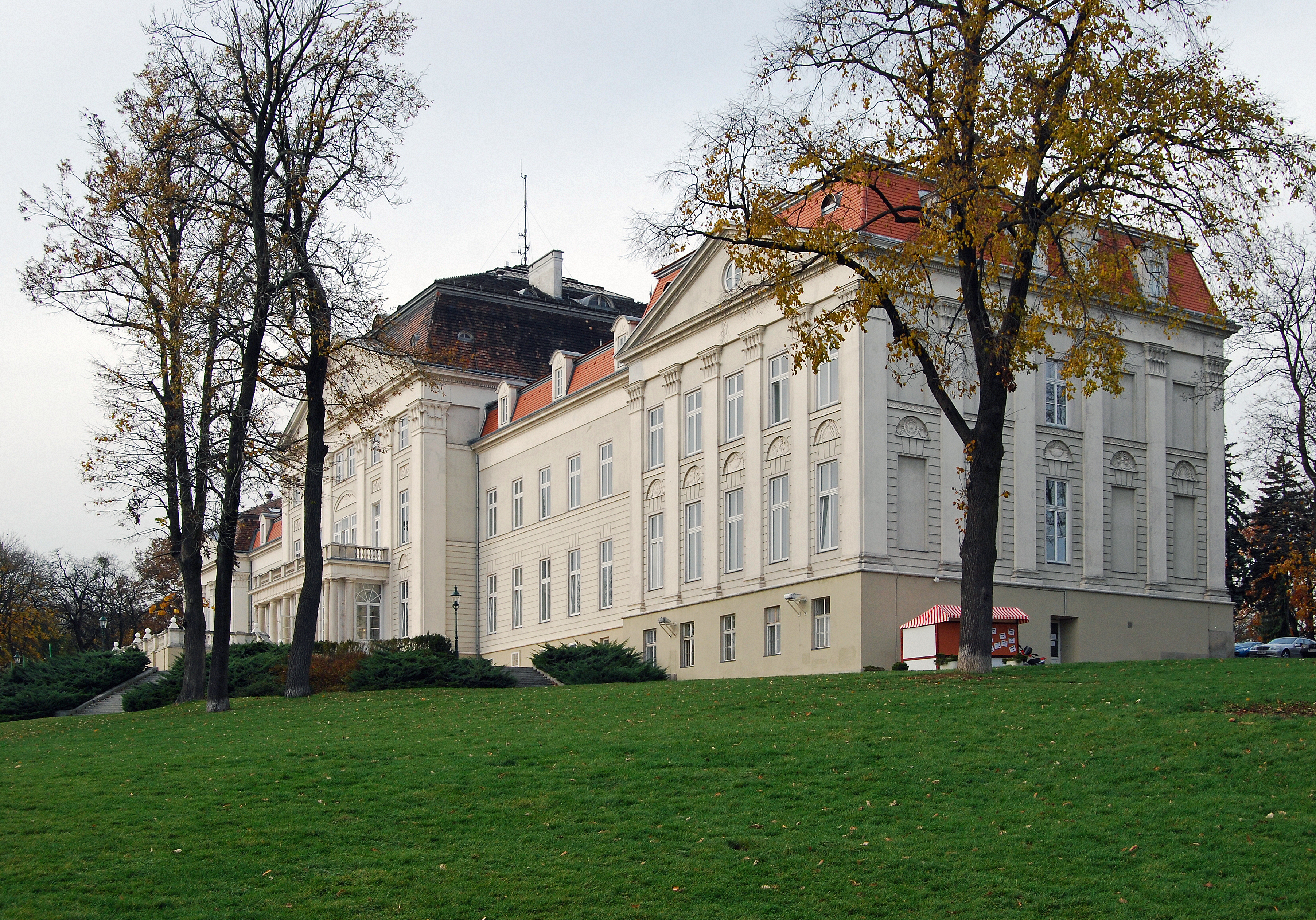
Kinderheim am Wilhelminenberg

Das während der NS-Zeit beschäftigte Heimpersonal wurde nach dem Krieg großteils beibehalten oder aus Personalmangel nach kurzer Zeit wieder eingestellt. Aus demselben Grund und zur Personalkostenersparnis wurden auch viele ungeeignete und häufig in ihren ursprünglichen Berufen gescheiterte Personen eingestellt. Sie wurden zunächst von älteren Kräften in die im jeweiligen Heim gängigen Praktiken eingeschult. Später mussten sechswöchige Kurse absolviert werden: dieselben Kurse, die auch zur Ausbildung zukünftiger Gefängniswärter vorgesehen waren. Elfriede Haglmayer, Heimleiterin in Kramsach-Mariatal, stellte bereits 1951 auf einer Tagung von Heimleitern und Erziehern österreichischer Fürsorgeerziehungsheime in Hartberg fest, dass viele ehemalige Nazis, die ihre früheren Berufe nicht mehr ausüben konnten, verbittert in den Heimen untergekommen waren. Auch Ute Bock berichtet von ehemaligen SS-Angehörigen als Kollegen im Heim Biedermannsdorf. Zugleich stieg die Zahl der eingewiesenen Kinder Ende der 1940er- und in den 1950er-Jahren an – nicht zuletzt deshalb, weil der Krieg viele unvollständige Familien zurückgelassen hatte. Die Erziehenden praktizierten weiterhin erzieherischen Missbrauch: Die Kinder und Jugendlichen erlebten psychische, physische, soziale, sexualisierte und strukturelle Gewalt sowie sexuellen Missbrauch und sie wurden, wie schon die Kinder am Spiegelgrund, in die Psychiatrie eingewiesen, wenn all die „Güte und Stränge“ nicht halfen. In einem Großteil der Heime war die Gewalt exzessiv und überschritt das Maß dessen, was den Erziehenden nach dem Muster der elterlichen Erziehungsgewalt zustand. Jüngere Erzieher und Erzieherinnen, die ihre Stelle mit moderneren Vorstellungen von Kindererziehung angetreten sind, konnten diese nicht umsetzen. Sie mussten sich den vorhandenen Strukturen anpassen, andernfalls hätten sie ihr Einkommen aufs Spiel gesetzt. Die Organisationsform der Jugendfürsorge änderte sich gegenüber der Nazi-Zeit ebenso wenig und auch hier wurde belastetes Personal aufgenommen.
Hans Krenek, bis 1934 Sozialist, nach dem austrofaschistischen Putsch Mitglied der Vaterländischen Front, im Nationalsozialismus Mitglied der NSDAP und pädagogisch-psychologischer Leiter der Jugendfürsorgeanstalt Am Spiegelgrund, wurde 1946 Mitglied der SPÖ und veröffentlichte einen Erziehungsratgeber, in dem er vor allem autoritäre, das Kind missachtende und auf Erziehung zur Ordnung ausgerichtete Ratschläge gab. Er arbeitete nach dem Krieg als Psychologe und Heilpädagoge und trat 1951 dem Bund Sozialistischer Akademiker bei. 1954 übernahm Krenek die Leitung des Referats der Wiener Jugendfürsorgeanstalten und war ab 1961 Leiter der städtischen Lehrlingsheime. In beiden Fällen gehörte auch die Auswahl des Personals für die städtischen Heime zu seinen Aufgaben.
Karl Ourednik war während der NS-Zeit Leiter der Unterabteilung Jugendhilfe in der Abteilung 3, Wohlfahrtspflege und Jugendhilfe. Diese gehörte nicht der Gemeindeverwaltung an, sondern war eine Stabsstelle der NSDAP, deren Aufgabe es war, die Jugendfürsorge entsprechend der Parteiideologie umzuformen. 1951 scheint Ourednik als oberster Leiter der Wiener Berufsvormundschaften auf, ab 1952 war er zuständig für Rechtsangelegenheiten der Magistratsabteilung 11, dem Wiener Jugendamt, und verfasste 1956 einen maßgeblichen Teil der Wiener Heimverordnung. Von 1. Jänner 1963 bis 31. Dezember 1967 war Ourednik Leiter des Jugendamtes der Stadt Wien.
Marianne Estl leitete im nationalsozialistischen Groß-Wien das Wohlfahrtsamt Liesing, welches auch die Agenden des Jugendamtes übernommen hatte. Nach dem Krieg war sie Erziehungsberaterin, von 1973 bis 1983 war sie Leiterin der Erziehungsberatung. In ihrer 1952 erschienenen Dissertation Intelligenzuntersuchungen an sexualdepravierten jungen Mädchen ist sie stolz auf ihre „in jahrelanger nachgehender Fürsorgearbeit erworbene Uebung in der Beurteilung von Milieusituationen“ und der Zuordnung zu den einzelnen Gruppen der „Verwahrlosung“ – Praxisjahre, die sie während des Nationalsozialismus erworben hat. Neben ihrer Schuldigsprechung sexuell missbrauchter Mädchen verwendet sie in ihrer Dissertation auch die Sprache des Nationalsozialismus, etwa verwendet sie häufig den Begriff „Material“. Estls Ausführungen über die Minderwertigkeit der Mädchen lassen keinen Grund erkennen, warum dieses „Material“ weiterleben sollte, zudem stellt sie menschenökonomische Berechnungen an, um die Belastung der Gesellschaft durch diese Mädchen nachzuweisen. Sie schlägt die Einrichtung einer Gefährdetenfürsorge vor, in der „arbeitsscheue“ Jugendliche und Mädchen mit „unsittlichem Lebenswandel“ zur Zwangsarbeit angehalten werden sollten. Gertrude Czipke kommt zu der Ansicht, dass Estl versuchte, die Methoden der NS-Fürsorge dem Jugendamt zu oktroyieren und sich eine gesetzlich abgesicherte Berechtigung zur Verhängung von Vorbeugehaft mit Zwangsarbeit zu verschaffen.
Die berufliche Laufbahn der 1928 geborenen Hermine Koller begann zwar, nachdem sie die zweijährige Fürsorgeschule der Stadt Wien absolviert hatte, erst 1950 als Fürsorgerin am Jugendamt, ihre Sozialisation erfolgte jedoch im Nationalsozialismus und sie vertrat das gleiche Gedankengut wie Marianne Estl. Ihr Psychologiestudium schloss Koller 1962 bei Sylvia Bayr-Klimpfinger mit der Dissertation Zum Problem der Verwahrlosung weiblicher Jugendlicher unter Berücksichtigung ihrer Einstellung zu den verschiedenen Lebensbereichen ab und wurde ab 1964 im Psychologischen Dienst (vormals Erziehungsberatung) beschäftigt. Verwahrlosung erkannte Koller schon, wenn ein Mädchen außerhalb des Elternhauses übernachtete oder den Arbeitgeber wechselte, was sie als Arbeitsflucht bezeichnete. Bereits in ihrer Dissertation wünschte sie sich einen Ausbau des Heimwesens, und zwar in Richtung Arbeitserziehung: In geschlossenen Heimen sollten einfache Fließbänder eingerichtet werden, an welchen die Insassinnen in unbezahlter Zwangs-Akkordarbeit zur Arbeit erzogen werden sollten. In allen ihren 25 Fallgeschichten stellt Arbeitsflucht den Grund für die Einweisung in ein geschlossenes Heim dar, womit für die Jugendlichen der nationalsozialistische Arbeitszwang noch in den 1960er-Jahren galt. 1983 wurde sie als Nachfolgerin Estls Leiterin des Psychologischen Dienstes. 1987 war sie mit der Redaktion eines Teils des Berichtes 70 Jahre Wiener Jugendamt beauftragt, in welchem ihre geistige Prägung ebenfalls zum Ausdruck kommt.
Johanna Hauke schrieb in ihrer Dissertation Untersuchungen über ethische Begriffe Verwahrloster 1951 von „Beobachtungsmaterial“ und legte den untersuchten Mädchen nicht nur „Versagen am Arbeitsplatz“, „Arbeitsunwilligkeit“ oder etwa die Fahnenflucht des Vaters zur Last, sondern auch „am Spiegelgrund dreimal durchgegangen“. Ihre Beobachtungen hatte sie in der 1944 bis 1945 bestehenden und von Sylvia Bayr-Klimpfinger geleiteten „medizinische-pädagogisch-psychologische Untersuchungsanstalt für Kinder und Jugendliche in Perchtoldsdorf“ gemacht. Sie wurde später Psychologin der Jugendfürsorge Niederösterreichs.
Der Rassenpsychologe Otto Tumlirz stieg zum Gutachter des Steirischen Jugendamtes auf.
Alfred und Margarete Stellbogen betrieben seit 1924 das Kinderheim Wimmersdorf. Beide waren eingetragene Mitglieder der NSDAP, Margarete Stellbogen war auch in der NS-Frauenschaft aktiv. Alfred Stellbogen war zudem von 1938 bis 1945 Bürgermeister des Nachbarortes Johannesberg und Zellenleiter. Er machte mit den ihm anvertrauten Fürsorgezöglingen Waffen- und Geländeübungen. Einige Kinder aus Wimmersdorf wurden auf den Spiegelgrund überstellt, drei von ihnen wurden dort ermordet. Nach dem Krieg beschickte das Wiener Jugendamt das Heim ungebrochen weiter mit in Fürsorgeerziehung geratenen Buben. Bei der Beurteilung nach § 21 des Verbotsgesetzes gab Margarete Stellbogen an, die Anmeldung zur Partei erfolgte aufgrund der Sorge um den Fortbestand des Kinderheimes. Erst nach einem kritischen Bericht in der ORF-Sendung Teleobjektiv im Jahr 1980 wurde der Vertrag von der Stadt Wien gekündigt, was die Schließung des Heimes im Jahr 1981 zur Folge hatte. Forschungen, wie weit das Kinderheim Wimmersdorf in direktem Zusammenhang mit der Kindereuthanasie stand, sind noch nicht abgeschlossen.
Im Jugendheim des Landes Oberösterreich auf Schloss Leonstein gab es eine Heimleiterin mit umfangreicher NS-Vergangenheit: Eva Maria Meditz war unter anderem im Nationalsozialistischen Lehrerbund aktiv und ging bei der Überprüfung durch die amerikanische Militärbehörde als Mitläuferin durch.
Auch in Tirol kamen bekannte Austrofaschisten und NS-Parteigänger in Führungspositionen des Fürsorgewesens, wie der zuvor im NS-Fürsorgeapparat tätige Alfred Haindl, der es zum Leiter des Tiroler Landesjugendamtes brachte. Als solcher förderte er auch die Karriere von Maria Nowak-Vogl, die ihre Ausbildung während der NS-Zeit erhielt und sich später nicht von dem Gedankengut trennen konnte. Noch 1959 stellte sie die Frage,

„ob unsere öffentlichen Mittel, unsere beste Arbeitskraft, unsere vorzüglichste Sorge jenen zuzuwenden sei, die in irgendeiner Weise missraten, doch nie zu vollwertigen Menschen werden.“

### Diskrete geistige Fortsetzung der NS-Psychiatrie
Auch klinische Heilpädagogik und klinische Psychiatrie behielten weiterhin Einfluss auf die Heime. Wer aufsässig, unruhig oder Bettnässer war, masturbierte oder der Lüge bezichtigt wurde, lief Gefahr, auf eine medizinische oder psychiatrische Kinderstation zu kommen und dort medizinischen Versuchen ausgesetzt zu sein. Tausende Kinder wurden in der Klinik Hoff, in der Kinderabteilung des Krankenhauses Lainz, in der psychiatrischen Kinderstation der Universitätsklinik Innsbruck und der dort beheimateten Kinderbeobachtungsstation Maria Novak-Vogl für die medizinische Forschung missbraucht, oder sie bekamen ohne Narkose Elektroschocks von Erwin Ringel – strafweise, wie sich aus den Akten nachweisen lässt. Wer in die heilpädagogische Abteilung des Landeskrankenhauses Klagenfurt kam, war in Gefahr, von Franz Wurst sexuell missbraucht zu werden, was dieser als „Zuwendungstherapie“ bezeichnete.
Hans Asperger, Heinrich Gross, Hans Hoff, Maria Novak-Vogl, Andreas Rett, Erwin Ringel und Walter Spiel verwendeten in ihren Publikationen bis in die 1970er-Jahre vorwiegend die verräterischen Ausdrücke „Versuchsmaterial“ oder „Versuchsgut“, nur selten fanden sie zu menschlichen Begriffen wie „Kinder“, was darauf schließen lässt, dass es in der österreichischen Psychiatrie und Heilpädagogik kaum einen Bruch mit der Nazizeit gab. Der Vorstand des Instituts für Geschichte der Medizin in Wien, Michael Hubenstorf, bezeichnet das, was tausenden Kindern unter dem Deckmantel der ärztlichen Hilfeleistung nach 1945 angetan wurde, als „diskrete geistige Fortsetzung der NS-Psychiatrie“.

#### Maria Nowak-Vogl
Fast alle in den Jahren 1954 bis 1987 in Tirol, Vorarlberg und Salzburg verhaltensauffällig gewordenen Kinder gerieten in die Hände von Maria Nowak-Vogl. Sie leitete die Kinderbeobachtungsstation der Kinderpsychiatrie Innsbruck, wo sie insgesamt 3650 Kinder behandelte. Nebenbei war sie Gerichtsgutachterin sowie psychiatrische Beraterin von Kinder- und Jugendheimen. Bettnässer mussten bei ihr auf Matratzen schlafen, die bei Feuchtigkeit zu klingeln begannen, und wer tagsüber in die mit einem elektrischen Gerät verkabelte Hose machte und damit den Alarm auslöste, bekam zusätzlich Stromstöße. Die Hosen, deren Alarm sich nur im Haus abstellen ließ, mussten auch außerhalb der Station getragen werden, etwa bei Freizeitaktivitäten außer Haus oder in der Kirche, wodurch die Kinder nicht nur vor der Gruppe, sondern auch öffentlich bloßgestellt wurden. Gegen Masturbation setzte Nowak-Vogl Epiphysan (ein Hormon aus der Zirbeldrüse von Rindern) ein, obwohl ihr bekannt war, dass dieses Medikament zu schweren Hodenschädigungen führte. Sie habe sich, wie sie 1965 in einer Fachzeitschrift ausführte, trotz aller Bedenken für das Medikament entschieden, weil die Folgen einer „exzessiven sexuellen Aktivität“ gravierend seien. Als die Staatsanwaltschaft Innsbruck im Jahr 1980 gegen Nowak-Vogl ermittelte, rechtfertigte Andreas Rett deren Verwendung von Epiphysan mit der Begründung, dass er selbst das Medikament über einen Zeitraum von 17 Jahren an 500 Behinderten erprobt habe. Weiters setzte Nowak-Vogl bei „Verwahrlosung“ und „Wutanfällen“ Röntgenstrahlen ein, die keinerlei therapeutischen Wert hatten. Da bereits seit den 1950er-Jahren in Fachzeitschriften unmissverständlich vor Krebsschäden durch Röntgenstrahlung gewarnt wurde, wird darin eine absichtliche schwere Körperverletzung gesehen. Auch Medikamente gegen Epilepsie und Betäubungsmittel kamen zum Einsatz, um die Kinder „zur Ruhe zu bringen“. Besonders demütigend war für die Kinder auch die Benützung als Vorführobjekte in Lehrveranstaltungen, bei denen sie angezogen oder nackt in herabwürdigender Weise präsentiert wurden.

#### Andreas Rett
Während seiner Tätigkeit als Leiter der Kinderabteilung des Krankenhauses Lainz (bis 1975) und als Leiter der Abteilung für entwicklungsgestörte Kinder am Neurologischen Krankenhaus Rosenhügel in Wien (1975 bis 1989) führte Andreas Rett neben den oben erwähnten 500 Epiphysan-Behandlungen auch andere Medikamenten-Versuche an Kindern – auch Heimkindern – durch. Dazu gehörten etwa Oxazolidin, das heute aufgrund seiner Giftigkeit nur mehr als Schmiermittel verwendet wird, und Thalidomid: Zwar war zur Zeit seiner Versuche (1958 bis 1961) der Contergan-Skandal noch kein Begriff, das Medikament hatte aber auch andere schwere Nebenwirkungen, die häufig und zeitnah auftraten. Andreas Rett arbeitete zeitweise auch eng mit Heinrich Gross zusammen.

#### Hans Hoff
Als besonders irritierend gilt, dass der wegen seiner jüdischen Abstammung 1938 vor den Nazis geflüchtete Hans Hoff nach seiner Rückkehr im Jahr 1949 ebenfalls Patienten für medizinische Versuche missbrauchte und zudem keine Skrupel hatte, gemeinsam mit Heinrich Gross an den Gehirnen der am Spiegelgrund unter Gross‘ Beteiligung ermordeten Kinder zu forschen. Zudem führte Hoff bis Mitte der 1970er-Jahre Malariaversuche durch – u. a. an strafweise verlegten Heimkindern. Der ab 1965 an der Klinik Hoff beschäftigte Psychiater Bernd Küfferle vermutet, dass damit das Ziel verfolgt wurde, „den Malaria-Erreger am Leben zu erhalten, um ihn im Spital verfügbar zu haben“, denn es war „schon damals klar, dass das keine sinnvolle Behandlung ist“.

#### Walter Spiel
Walter Spiel, von 1975 bis 1991 Leiter der Universitätsklinik für Kinder und Jugendpsychiatrie in Wien und von 1953 bis 1956 psychiatrischer Berater in der Erziehungsanstalt Kaiser-Ebersdorf, beschrieb 1957 einen Medikamentenversuch mit Reserpin an 72 Kindern, wovon 8 Heimkinder waren. Die Kinder wurden wegen Leistungsproblemen in der Schule oder weil sie „unruhig“ waren an die Universitätskinderklinik überwiesen, eines bekam zusätzlich Elektroschocks. – Zahlreiche Behandlungen mit Elektroschocks, Insulinschocks sowie „Fieberkur“ (vermutlich ist damit „Malariatherapie“ gemeint), die er an der Klinik Hoff durchgeführt hat, beschreibt Spiel in seiner Habilitation 1961.

### Maßstäbe der Jugendfürsorge
Die Jugendämter legten trotz politischer Richtungsänderung in den 1960er- und 1970er-Jahren (etwa auch durch die Große Familienrechtsreform), bis in die 1980er Jahre bei ihrer Bewertung jenen Maßstab der bürgerlichen Familie an, bei dem uneheliche Mutterschaft, Arbeitslosigkeit des Mannes oder erwerbsbedingte Abwesenheit der Mutter als erste Indikatoren für „Verwahrlosung“ und „Gefährdung“ galten. Verschiedene Untersuchungen ergaben, dass die uneheliche Mutterschaft selbst jedoch nicht zu Auffälligkeiten führte, sondern die Tatsache, dass die Mütter in den untersten Lohnklassen zu finden waren und dies zu ökonomischen Notlagen geführt hat. Auch bei den verheirateten, oft kinderreichen Eltern war die Zugehörigkeit zu den ärmsten sozialen Schichten häufig der Ausgangspunkt, der letztlich zur negativen Einschätzung durch das Jugendamt und schließlich zur Kindesabnahme geführt hat. Besonders Kinderbetreuungseinrichtungen konnten sich die betroffenen Eltern kaum leisten. Überdies kam der überwiegende Teil der Kinder aus dicht verbautem Wohngebiet mit sanierungsbedürftigen Wohnungen. „Verwahrlosung“ war somit vor allem eine Bezeichnung für eine wahrgenommene Klassendifferenz bzw. die relative Abweichung der Familie vom bürgerlichen Modell. In Tirol wurden auch jenische Kinder überwiegend ihren Eltern abgenommen und in Heime gebracht.
Bis in die 1980er-Jahre finden sich Begriffe wie „Verwahrlosung“, „Asozialität“, „Dissozialität“ etc. in den Berichten und Gutachten und es wurden in den Zöglingsakten Adjektive wie z. B. „grenzdebil“, „triebgebunden“, „primitiv“ oder „sittlich verkommen“ zur Beschreibung der Kinder verwendet. Neues Vokabular wie „Verwahrlosung im Wohlstand“ oder „mangelnde Sozialanpassung“ meinte teilweise alte Inhalte; die Argumente glichen etwa jenen, die gegen die sich dem asketisch-militärischen Erziehungsziel des Nationalsozialismus widersetzenden Schlurfs verwendet wurden. Alois Jalkotzy war der Ansicht, mangelnde Sozialanpassung sei zwar noch „nicht wirklich kriminell“, aber „Ausdruck einer auf Lustgewinn zielenden Tendenz“. Der verwahrloste Jugendliche sei „durch eine kaum zu überwindende Arbeitsscheu ausgezeichnet“. Die Mädchen der Subkultur seien Prostituierte, würden es mit „männlichen Zügen übertreiben, aber mit Schminke und Lippenstift“, seien schlampig, unrein und nachlässig, während die langen Haare der Burschen „Ausdruck einer Verweiblichung“ wären.
Es dauerte bis in die 1980er-Jahre, bis die Jugendfürsorge die wechselnden Jugendkulturen nicht mehr umgehend kriminalisierte. Trotzdem ist in der Festschrift „70 Jahre Wiener Jugendamt“ weiterhin zu lesen, fehlende Sozialanpassung sei zwar noch „nicht wirklich kriminell“, jedoch „rechtsfeindlich“ und „Ausdruck einer auf Lustgewinn zielenden Tendenz“ (Koller). Verwahrlosung etabliert sich als dehnbarer, dem jeweiligen Zeitgeist anpassbarer Begriff zur Begründung für die Einweisung von Kindern und Jugendlichen in Erziehungsheime und somit als Legitimierung zum Ausschluss aus der offenen Gesellschaft. In den häufig von der Außenwelt abgeschnittenen Heimen sollte ihre „Gemeinschaftsfähigkeit“ hergestellt werden.

### Ausbildung des erziehenden Personals
Ein professionelles Berufsbild für Erzieherinnen oder Sozialpädagoginnen gab es lange Zeit nicht. Erst 1960 wurde im Schloss Braiten in Baden bei Wien das Bundesinstitut für Heimerziehung zur Erzieherinnenausbildung eröffnet. Aufgrund des großen Bedarfs konnten anstelle der geplanten fünfjährigen Ausbildung jedoch nur einjährige Kurse für Maturantinnen und zweijährige für Bewerberinnen mit einer über die Schulpflicht hinausgehenden Schul- oder Berufsausbildung sowie Externistenkurse und Fortbildungen angeboten werden. Wien folgte 1962 diesem Beispiel mit dem Institut für Heimerziehung der Stadt Wien. 1973 wurde die Bildungsanstalt für Erzieher der Erzdiözese Innsbruck in Pfaffenhofen gegründet und 1985 mit der Eröffnung einer neuen Anstalt in Zams geschlossen. 1980 wurden eine niederösterreichische Ausbildungsstätte in St. Pölten und 1990 ein Kolleg für Sozialpädagogik in Oberösterreich gegründet.
Zu Beginn der 1970er-Jahre war immer noch rund die Hälfte der Heimerzieher unausgebildet. Laut der Wiener Heimstudie waren 62 % der Erziehenden in städtischen Heimen ausgebildet, während es in privaten Heimen denselben Prozentsatz an nicht ausgebildetem Erzieherpersonal gab. 58 % hatten vor ihrem Eintritt in den Heimerzieherberuf bereits einen anderen Beruf ausgeübt, bei ihrem Berufswechsel waren sie durchschnittlich 37 Jahre alt. Die Gründe für das Ergreifen des Erzieherberufs waren besonders in dieser Gruppe eher sachfremd, im Vordergrund stand die eigene soziale Absicherung oder der soziale Aufstieg: Die Hälfte (Tirol) bis ein Drittel (Wien) der Heimerziehenden rekrutierte sich aus der Arbeiterschaft und war gerne bereit, die Normen und Werte jener Mittelschicht anzunehmen, die sie erreichen wollten. „Der tägliche Umgang mit den aus elenden Lebensverhältnissen kommenden Heranwachsenden konnte als unbewusste Bedrohung aufgefasst werden, spiegelten sie doch jene soziale Lage wider, der viele der ErzieherInnen zu entgehen hofften.“

## Gegen die Kinder angewandte Gewalt
Die Kinder und Jugendlichen waren in den Heimen teils schweren Übergriffen und Misshandlungen ausgesetzt. Darüber hinaus waren zum Zweck der reibungslosen Unterordnung aber auch andere Abläufe und Prozeduren üblich, die nach Erving Goffman die Zerstörung des Selbst zur Folge haben. Dazu zählen die äußeren Maßnahmen wie versperrte Tore, Ausweis- und Geldlosigkeit, die zum Bleiben zwingen und, gefördert durch weitere Maßnahmen, zur Diskulturation (dem Verlernen des Umgangs mit der Außenwelt) führen. Der Diskulturationsprozess begann bereits mit der Herausnahme des Kindes aus seinem gewohnten Umfeld, in dem es seine angestammte Rolle hatte, die es in dem Moment verlor. Besonders extrem waren die Auswirkungen für Kinder, die sich bereits seit ihrer Geburt in Heimen befanden und nie eine solche Rolle hatten. Das in mehreren Heimen selbst bei Kindern im Volksschulalter übliche Ansprechen mit dem Familiennamen trug ebenfalls zum Persönlichkeitsverlust bei, da gerade in diesem Alter noch eine hohe Identifikation mit dem Vornamen besteht. Die im Folgenden genannten Gewaltformen gingen zumeist fließend ineinander über:

### Ökonomische Gewalt
Werden Kinder zwangsweise in Armut und Mangel gehalten, wird ihnen eine ihren Begabungen angemessene Ausbildung vorenthalten, oder müssen sie Leistungen erbringen, für die sie nicht entlohnt werden, spricht man von ökonomischer Gewalt. Die einen wichtigen Schutzfaktor darstellende persönliche Kleidung wurde den Kindern in fast allen Heimen abgenommen und durch anstaltseigene Kleidung ersetzt, die meist abgetragen, unmodern und in einigen Heimen für alle Kinder gleich war. Als Motiv für diese Handhabung wird unter anderem die innere und äußere Entindividualisierung der Kinder und Jugendlichen gesehen. Teilweise wurde ihnen auch von der Heimkleidung keine eigene Garnitur zugewiesen, selbst Unterhosen wurden nach dem Waschen neu verteilt und oft war auch die Kleidergröße unpassend. Auf Ausgängen wurden die Zöglinge dadurch schon äußerlich als Heimkinder erkannt und so stigmatisiert. Gemeinsam mit dem Verbot, mit der Bevölkerung zu sprechen, wird darin auch der Versuch gesehen, nichts über die Gewalttaten in den Heimen nach außen dringen zu lassen. Die betroffenen Kinder fühlten sich durch Heimkleidung und Sprechverbote extrem minderwertig und ausgegrenzt, was das Gegenteil einer Resozialisierung – dem erklärten Ziel des Fürsorgesystems – war. Innerhalb der Erziehungsheime wird ein Zusammenhang zwischen Uniformierung und Gewaltbereitschaft der Erziehenden gesehen: Die Anstaltskleidung symbolisierte eine vermeintliche soziale Unterlegenheit ebenso wie die vermeintliche kollektive und individuelle Schuld der Kinder, wodurch sich einige Heimleiter, Erziehende und auch Hauspersonal in ihrer Überzeugung bestärkt sahen, zum Einsetzen exzessiver Gewalt gegen die schuldigen und gefährlichen Kinder berechtigt zu sein.
Geschenke, die die Kinder von Angehörigen bekamen, wurden „eingezogen“. In einem Teil der Heime durften die Jugendlichen nicht selbst über ihr Geld verfügen, es wurde durch die Erzieher verwaltet. Teils wurde angewiesenes Taschengeld nie ausbezahlt. Lehrlinge mussten ihren Lohn abliefern und bekamen pro Woche nur zwischen fünfzig und hundert Schilling. Ein Drittel des Geldes wurde für die Unkosten des Heimaufenthaltes einbehalten, der Rest wurde auf ein Konto gelegt. „[…] die Form des Zwangssparens […] verlagerte das normale Verhältnis zum Wert der Dinge, die sonst für den Arbeitslohn zu erhalten waren. Dass es unter diesen Umständen zu Gruppen- und manchmal auch zu Ladendiebstählen kam, darf nicht weiter verwundern.“
Zu den Arbeiten, die unentgeltlich erledigt werden mussten, zählten Putz-, Küchen- und sonstige Arbeiten im Heim, die häufig besonders anstrengend gestaltet wurden. Dazu gehörten etwa das Bohnern der Fußböden oder die Mitarbeit in der heimeigenen Landwirtschaft. Zu den unentgeltlichen Arbeiten gehörten auch Dienste für die Erzieher, wie das regelmäßige Waschen von deren privaten Fahrzeugen. Darüber hinaus mussten Jugendliche einiger Heime für andere arbeiten, wofür sie ebenfalls kein oder nur ein sehr geringes Entgelt bekamen; diese Form der Arbeiten wird als Zwangsarbeit gesehen.

### Zwangsarbeit
Der bekannteste Fall von Zwangsarbeit fand im Landeserziehungsheim St. Martin in Tirol statt. Anstatt wie vorgesehen eine Berufsausbildung zu erhalten, wurden die dort untergebrachten, bis zu 110 schulentlassenen Mädchen zwischen 15 und 18 Jahren für verschiedene Hilfsdienste fremder Auftraggeber herangezogen. Während der Arbeiten durften die Mädchen nicht sprechen, Verstöße dagegen wurden mit Schlägen oder dem Putzen von Toiletten und Gängen bestraft. In der heimeigenen Waschküche wurde hauptsächlich für das Bundesheer gearbeitet: Die Uniformen der Andreas-Hofer-Kaserne in Absam wurden gewaschen und gebügelt. Weitere Kunden der Heim-Wäscherei waren die Landesberufsschule für Optiker, die Landesgebäudeverwaltung, das Landessportheim, das Tiroler Hilfswerk, die Tirolia-Werke (Herdhersteller), der Sportklub Schwaz, das Volkshaus Schwaz, Gasthöfe und das Krankenhaus Schwaz. In den späten 1960er-Jahren ließ der Kristallkonzern Swarovski Kristallbänder in „Heim-Arbeit“ fertigen. Für den Lampenhersteller Eglo Leuchten arbeiteten die Mädchen sowohl im Heim wie auch im Betrieb der Firma, und auch der Marmeladenhersteller Darbo ließ Heimkinder in seinem Betrieb arbeiten. Löhne sollen von den Firmen zwar bezahlt worden sein, jedoch nicht an die Jugendlichen selbst, sondern an die Heimleitung. Viele Mädchen haben von dem Geld nie etwas gesehen. Nach der Berichterstattung in den Medien im Jahr 2012 bezahlte die Firma Darbo die Löhne wertangepasst noch einmal aus.

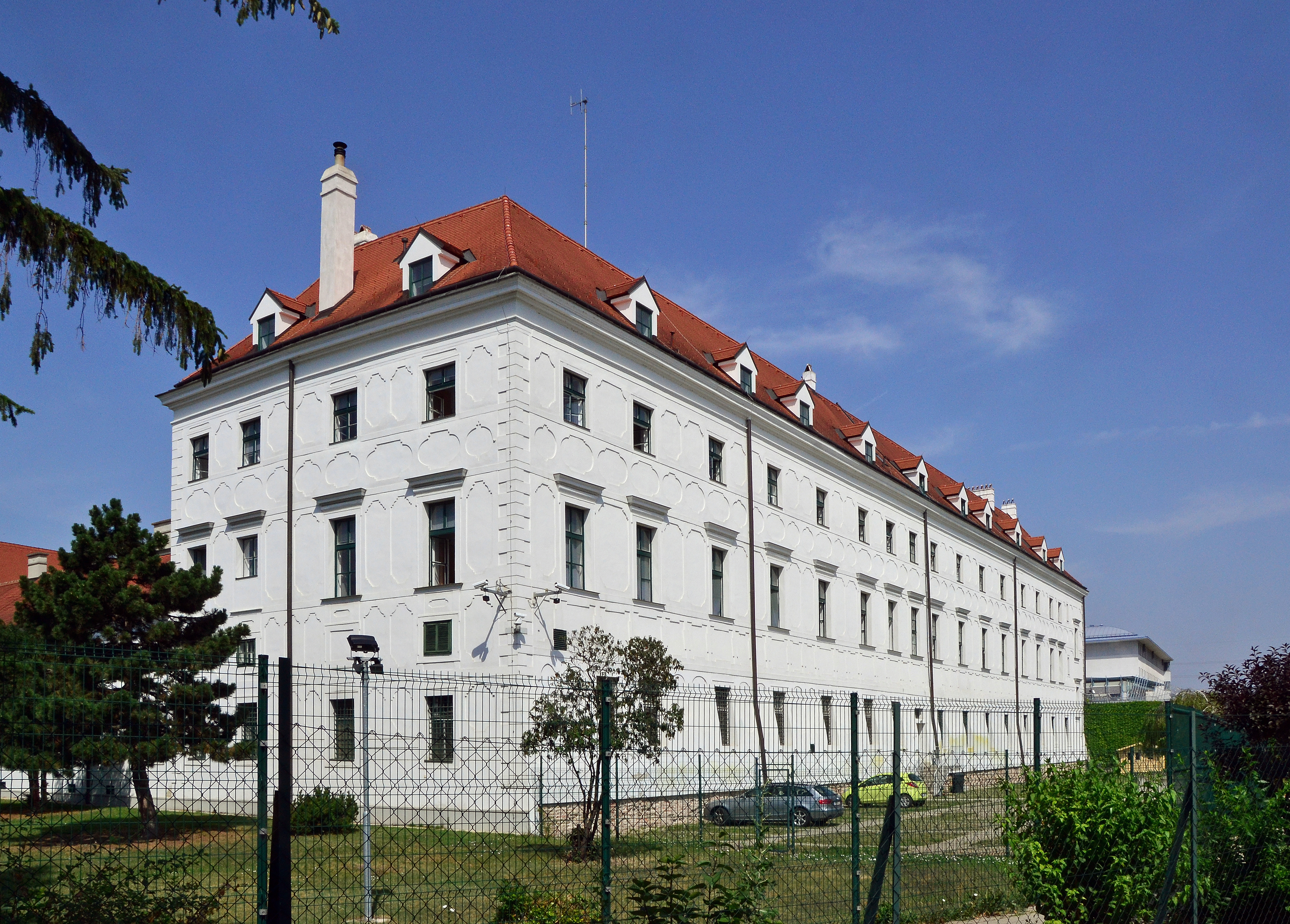
Bundesanstalt für Erziehungsbedürftige in Kaiser-Ebersdorf

In dem vom Justizministerium geführten Erziehungsheim Kaiser-Ebersdorf für männliche Jugendliche mussten die Insassen für Feuerzeugfirmen Feuerzeuge stopfen – 1800 bis 2500 Stück pro Tag und Person –, für Bekleidungsfirmen „Splinten zupfen“, für eine große österreichische Bürobedarfsfirma Hüllen für Aktenordner fertigen oder „Bürsten für Kehrmaschinen der Gemeinde Wien machen und die Wassermesser der Gemeinde Wien zerlegen“. In der ebenfalls dem Justizministerium unterstehenden, jedoch vom Orden der Schwestern vom Guten Hirten geführten Bundesanstalt für erziehungsbedürftige Mädchen in Wiener Neudorf mussten die Mädchen abends nach dem Lehrunterricht bis zum Schlafengehen Modeschmuck für die Firma Zurek herstellen oder für Privathaushalte und Klosterfrauen Wäsche waschen und bügeln. Entlohnung dafür wurde zwar vom Justizministerium an das Heim überwiesen, doch die Klosterschwestern zahlten sie nicht an die Mädchen aus, sondern erklärten, das Geld werde für gemeinsame Ausflüge verwendet (die höchst selten stattfanden).
Im Erziehungsheim Wegscheid in Linz mussten die Zöglinge beim erfolgten Zubau zum bestehenden Heim fast alle Hilfsarbeiten verrichten, wodurch rund eine Million Schilling an Baukosten eingespart wurde.
Die betreffenden Zöglinge wurden bis in die 1990er-Jahre für ihre Arbeiten nicht sozialversichert, weil strittig war, ob die Arbeit in den Heimen der Pflichtversicherung unterlag. Infolge fehlen ihnen die entsprechenden Beitragsjahre für die Pensionsversicherung, was zu einer Schlechterstellung bei der Pensionsbemessung führt. Sofern die Betroffenen noch nicht in Pension sind, können sie die Jahre nun selbst nachkaufen.

### Ausbildung
Die Ausbildungssituation ließ ebenfalls viele Wünsche offen und war so nicht dazu geeignet, den Kindern eine Grundlage für ein selbstbestimmtes Leben zu vermitteln, es wurden ihnen dadurch viele Berufswege versperrt. Dies galt besonders für Mädchen, die noch in den 1970er-Jahren in frauenspezifischen Berufen mit miserablen Berufsaussichten wie z. B. Weißnäherin ausgebildet wurden. Die Ehe wurde bei Mädchen immer noch als Endziel der Erziehung angesehen, wofür auch spricht, dass die bevorstehende Verheiratung eines Mädchens zur Entlassung aus der Fürsorgeerziehung führte. Dazu der Wiener Heimbericht:

„Von der Notwendigkeit des ‚Dazuverdienens‘, von der Möglichkeit des Scheiterns einer Ehe scheint man hier noch nie etwas gehört zu haben (jede dritte Frühehe wird geschieden). Daraus ergibt sich, vor allem auch in Kombination mit der Sozialschicht, aus der die Mädchen stammen, in der das Geld, das der Mann verdient, nur selten reicht und in der die Frau ungeachtet, ob sie Kinder hat oder nicht, mitverdienen muß, daß für diese Mädchen die Illusion von Nur-Hausfrau und Mutter nicht aufgehen wird. So gesehen bedeutet diese Erziehung, daß den ohnehin benachteiligten Mädchen Chancen für ihr Leben genommen werden.“

Mehr als die Hälfte der Heime für Schüler führte eigene Heimschulen, wobei dies jene Hälfte betraf, die auch in anderen Bereichen Merkmale totaler Institutionen aufwiesen, insbesondere die Abgeschlossenheit. Die Heimschulen waren zu einem überwiegenden Teil Sonderschulen. Intern geführte Hauptschulen führten nur 2. Klassenzüge. Nur in wenigen Heimen mit Heimschule bestand auch die Möglichkeit, externe Schulen zu besuchen, es wurde jedoch auch in diesen nicht gern gesehen, da die Kinder aufgrund anderer Unterrichtszeiten und anderer Hausaufgaben schlechter zu kontrollieren waren. In Wien bestand in 10 von 13 Heimen mit Heimschulen keine Möglichkeit, eine andere Schule zu besuchen.

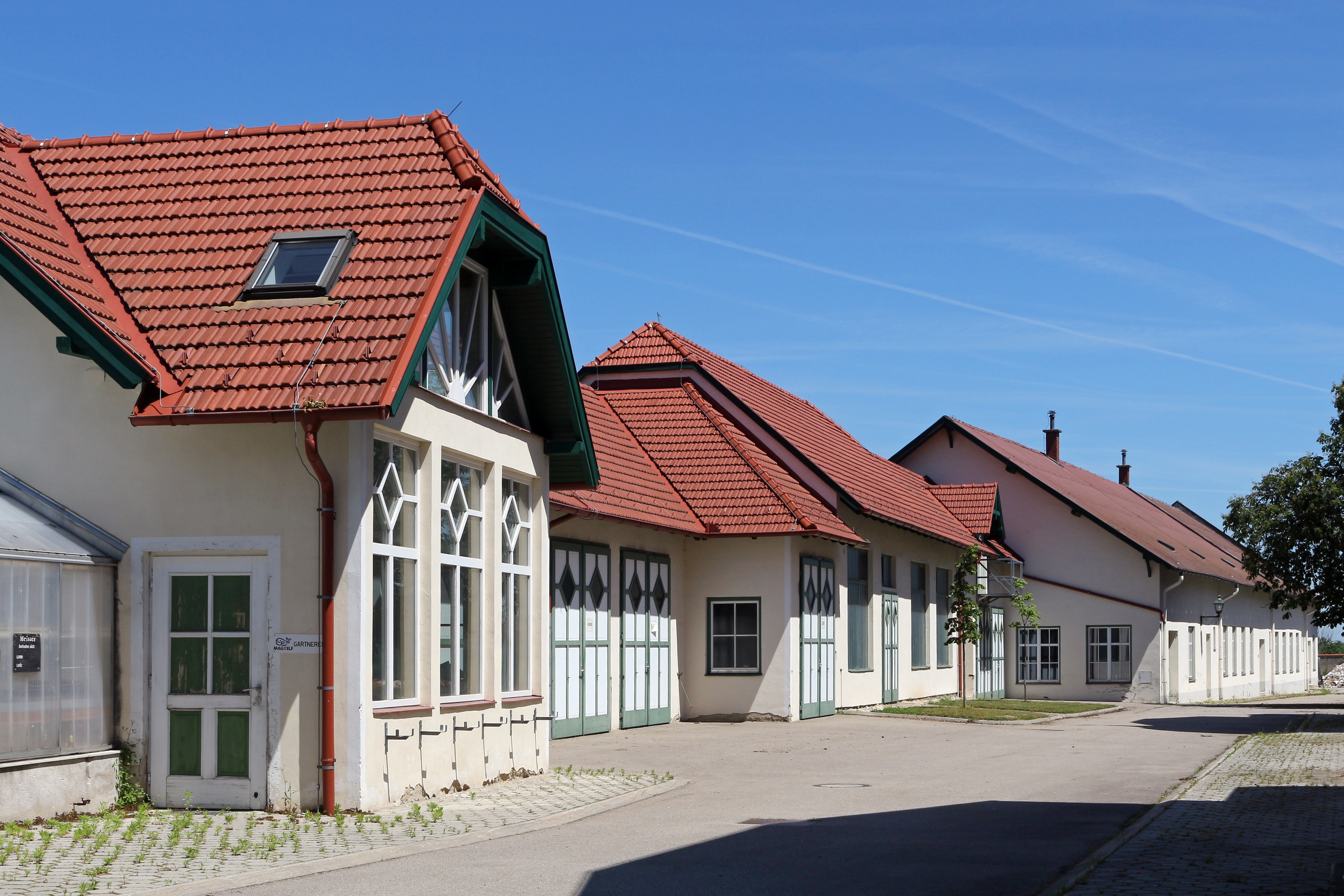
Werkstätten im Jugendheim Lindenhof in Eggenburg

In den Heimen der Wiener Jugendwohlfahrt gab es an möglichen Berufsausbildungen
- für Burschen einen Schweißerkurs und folgende Lehrberufe: Bäcker, Fleischer, Gärtner, Schuhmacher, Schneider, Maurer, Maler und Anstreicher, Installateur, Elektromonteur, Kfz-Mechaniker, Karosserie-Spengler, Schlosser und Dreher, Friseur;
- für Mädchen ein- und zweijährige Haushaltungsschulen, die Lehrberufe Damenkleidermacher oder Friseurin sowie Anlehren als Weißnäherin, Kartoniererin, Wäscherin und Büglerin oder zu häuslichen Arbeiten.

Im Motivenbericht zum Jugendwohlfahrtsgesetz 1954 ist festgehalten, „dass es sich hier um eine Ausbildung in einem Beruf und nicht lediglich um die Befähigung handeln darf, durch eine Tätigkeit Einkommen zu erzielen. Für eine künftige Verwendung als ungelernter Arbeiter, Hilfsarbeiter, landwirtschaftlicher Hilfsarbeiter u. dgl. bedarf es keiner Berufsausbildung.“
Dürfen Jugendliche nicht den ihren Wünschen und Begabungen entsprechenden Beruf ergreifen, werden Selbstwert, Selbstvertrauen und Lernfähigkeit damit systematisch untergraben. Diese indirekte ökonomische Gewalt führt zu einem Mangel an intrinsischer Motivation und in der Folge zu Lehrabbrüchen und häufigen Verletzungen. Im weiteren Leben der Heimkinder kam es dadurch zu erheblichen wirtschaftlichen und sozialen Verlusten. In Gutachten von Psychologen und Pädagogen zeichnet sich bei besonders intelligenten und begabten Kindern fast durchgehend das Prinzip des Downgradings ab.

### Strukturelle Gewalt
Alles, was die durch die Erziehenden ausgeübte Gewalt ermöglicht oder begünstigt, wird als strukturelle Gewalt bezeichnet. Dazu zählen Gesetze, Heimordnungen oder die mangelhaften Ausbildungsmöglichkeiten ebenso wie die internen Strukturen und Hierarchien der Heime. Besonders hervorgehoben wird die Abschottung der Heime – nicht nur gegenüber der Umwelt, sondern auch gegenüber der Jugendfürsorge –, die einen Machtmissbrauch durch Erzieher gegenüber den ihnen rund um die Uhr überlassenen Kindern unterstützte. Jene Stellen des Fürsorgesystems, die die Heime mit Kindern „beschickten“, hatten keinen Einblick in das Innenleben dieser Einrichtungen.
Demutsrituale der Kinder gegenüber dem Personal, wie etwa das Strammstehen- und In-die-Augen-schauen-Müssen während einer Strafpredigt, zählen ebenfalls zur strukturellen Gewalt. Demutsrituale stellen eine Demonstration der Macht des Erziehenden gegenüber der Ohnmacht des Kindes dar. Auch das häufig angewendete Kapo-System gehört in diese Gruppe. Verletzungen der Intimsphäre lagen in vielfacher Hinsicht vor, beispielsweise durch Briefzensur oder indem es keinen Bereich gab, in den die Kinder sich zurückziehen konnten. Auch Besuche fanden vor den Augen der Gruppe statt. Bettnässer, die ihre Körperfunktionen oft aus psychischen oder auch körperlichen Gründen nicht unter Kontrolle halten konnten, wurden auf verschiedene demütigende Arten vor ihren Gruppen bloßgestellt.
In mehreren Heimen gab es einen regelrechten Drill zum Anstellen in Zweierreihen, tagaus, tagein wurden sämtliche Wege (etwa zur Toilette, in den Garten oder in den Speisesaal) in Zweierreihen zurückgelegt. Kollektives Verstummen durch Sprechverbote, oft über Stunden hinweg und unter Androhung schwerer körperlicher Strafen, war gang und gäbe, ebenso das Verbot, zu bestimmten Zeiten die Toilette zu benützen. Einige dieser Maßnahmen zielten wahrscheinlich darauf ab, den Arbeitsaufwand des Personals zu reduzieren und Ruhepausen im Dienst vor Störungen zu schützen.
Zeigten die Kinder und Jugendlichen als Antwort auf die ihnen zugefügte Gewalt natürliche Abwehrreaktionen (von Verstimmung oder Unterlassen von Ehrfurchtsbezeugungen bis zur Flucht), war dies Anlass für weitere Bestrafungen oder die Versetzung in das nächstschlimmere Heim, ein Vorgang, der nach Erving Goffman Looping genannt wird. In Heimen mit interner Ausbildung waren die Zöglinge davon besonders betroffen.

### Essenszwang
Die Kinder wurden während des Essens beobachtet und mussten sich an genaue Vorschriften halten. Das ging so weit, dass eine Heimleiterin die Reihenfolge, in welcher Kraut, Knödel und Wurst auf die Gabel genommen wurden, exakt vorgeschrieben hat. Sie wurden mit verschiedenen Methoden gezwungen, das oft viel zu fette, nicht kindgerechte Essen aufzuessen, und mussten Erbrochenes nochmals essen – so lange, bis der Teller leer war. Brigitte Wanker, eine Hilfserzieherin aus dem St. Josefs-Institut in Mils in Tirol beschrieb 1980 eine Form des Essenszwangs:

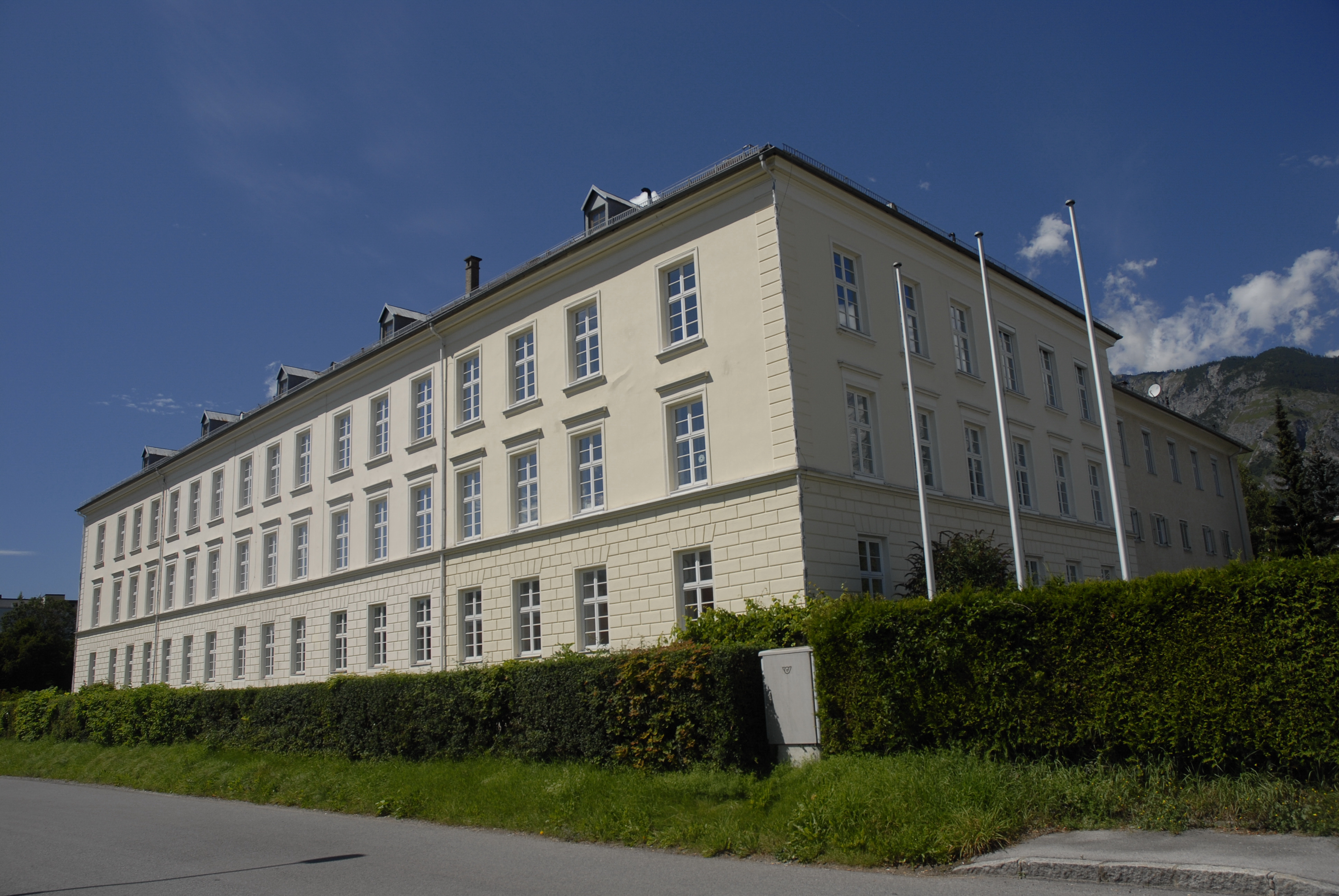
St. Josefs-Institut in Mils bei Hall

„Ich hänge im Bad Wäsche auf. Die Schwester kommt mit Wolfgang, der wieder den Rest der Mahlzeit (Gulasch) nicht essen will. Ich soll ihn zwingen, alles aufzuessen. Er weint, schaut mich verzagt an und erbricht. Ich lasse alles fallen, schnappe mir einen Fetzen von der Schmutzwäsche und wische mit ihm gemeinsam auf. Die Schwester kommt zurück, sieht den Rest auf dem Teller und befiehlt ihm, sich nackt auszuziehen. Bevor sie das Bad verläßt, sagt sie: "Ich komme gleich wieder" Wolfgang beginnt sich auszukleiden; zwischendurch versucht er immer wieder, einen Bissen hinunterzuwürgen. Die Schwester kommt, schreit auf ihn ein, fordert ihn auf, sich in die Badewanne zu stellen. Sie duscht ihn kalt ab, Wolfgang versucht mit der Hand Wasser in den Mund zu schöpfen, um das Essen leichter schlucken zu können. Sie verbietet es ihm, und er wird kalt geduscht, bis er alles geschluckt hat.“

### Physische Gewalt
Das Ausmaß der Gewalt war von Heim zu Heim unterschiedlich und es gab auch einzelne Kräfte, die die Kinder vor Übergriffen zu schützen versuchten oder die Geschlagenen zumindest pflegten. Jedoch wurden die gewalttätigen Erziehenden nur selten zur Rede gestellt und noch weniger angezeigt – weder vom Heimpersonal noch von den behandelnden Ärzten, denen die Ursachen vieler Verletzungen bewusst gewesen sein müssen.
Folgen physischer Gewalt wie Hämatome, offene Wunden und dergleichen wurden in vielen Heimen vertuscht, indem sie von anstaltseigenen Ärzten oder gar nicht behandelt wurden oder in Krankenhäusern als Sport-, Arbeits-, Haushalts- oder Freizeitunfälle hingestellt wurden. Oder es wurden von vornherein Methoden angewandt, die keine sichtbare oder eine Behandlung erfordernde Verletzung hinterließen. Die Kinder mussten beispielsweise nachts stundenlang mit abgewinkelten Beinen und einer Decke über dem Kopf oder mit Büchern auf den Handrücken der ausgestreckten Arme stehen oder knien. Derartige körperliche Strafen oder Torturen hatten nicht nur das Ziel, physischen Schmerz zuzufügen, sondern auch, die Angst der Kinder und Jugendlichen vor weiterer physischer Gewalt aufrechtzuerhalten und zu steigern (psychische Gewalt). Die Gegenwehr der Kinder bestand oft darin, ihren Schmerz nicht zu zeigen, um so den Erziehern  die Lust an der sadistischen Gewaltausübung zu nehmen. Es wird vermutet, dass diese erzwungene Anpassung an Gewalt das innere Erleben, körperliches Schmerzempfinden und Ausdruckshandeln entkoppelt und dissoziiert.
Eine besondere Form der physisch-psychischen Gewalt in den Heimen waren über die gesamte Gruppe verhängte Kollektivstrafen, bei welchen dem Einzelnen die Möglichkeit fehlt, sie durch sein Verhalten zu beeinflussen und einen Sinn oder etwas wie Gerechtigkeit darin zu sehen. Kleinere Kinder können solche kollektiven Bestrafungen nur auf ihre eigene vermeintliche „Wertlosigkeit“ zurückführen oder ihre persönliche Schuld suchen. Eine Gewöhnung an dieses System führt zu Abstumpfung und Apathie. Die einzige Reaktionsmöglichkeit der Kinder bestand darin, den Schuldigen innerhalb der Gruppe zur Rechenschaft zu ziehen, wofür teilweise von den Erziehenden vorgeführte Gewaltformen übernommen wurden. Diese Form der Selbstjustiz wurde von den Erziehenden nicht nur geduldet, sondern vielfach auch provoziert. Einige Erzieher waren in ihrem Einsatz von exzessiver Gewalt völlig unberechenbar, was bei den Kindern ein Gefühl der Ohnmacht und des Ausgeliefertseins erzeugte sowie permanente Angst vor der jeweils nächsten, unvermeidbaren Gewaltanwendung auslöste und somit unter terroristische Gewaltherrschaft fällt.

### Sexualisierte Gewalt
Handlungen der Erziehenden „an Körperteilen von Zöglingen, insbesondere an Geschlechtsteilen, die körperliche Schmerzen, Scham oder Entwürdigung der Opfer erzeugen“, werden als sexualisierte Gewalt bezeichnet. Sie werden in vorgeblich erzieherischer oder strafender Absicht „als pädagogische oder sexualpädagogische Handlung inszeniert“ und finden häufig während des Dusch- oder Baderituals statt. Sauberkeitskontrollen fanden sowohl in Heimen für Buben als auch in Heimen für Mädchen mit Vorliebe im Intimbereich und mit herabwürdigenden sexualisierten Bemerkungen statt. „Derartige Gewalt an Geschlechtsteilen scheint den TäterInnen eine spezifische Form des Lustgewinns zu bereiten“ und enthält in psychoanalytischer Sichtweise einen sadistischen Anteil. In klösterlichen Heimen „liegt die Vermutung nahe, dass sich die religiös verschärfte Sexualangst geistlicher Schwestern in sexuellen Aggressionen bzw. in sexuellen Ersatzhandlungen ausdrückt“.
Sexualisierte Gewalt fand in einem Großteil der Heime regelmäßig statt, zum Beispiel mussten die Buben vom Heim Hohe Warte nackt in Stirnreihe antreten, um ihre Penisse auf Masturbation überprüfen und misshandeln zu lassen – mit Schlägen, die als „Schwanz abschlagen“ bekannt waren. Im Heim Laxenburg wurde die Vulva kleiner Mädchen von einer Kreuzschwester mit einem Besenstiel malträtiert.
Selbstbewusstsein, Liebes- und Genussfähigkeit sowie die sexuelle Identität sind sowohl durch sexualisierte wie auch sexuelle Gewalt langfristig beeinträchtigt und wirken sich nachteilig auf spätere Intimbeziehungen aus.

### Sexuelle Gewalt
Sexuelle Gewalt an den minderjährigen Zöglingen wurde in erster Linie vom Personal der Heime (Heimleiter und Erziehende ebenso wie Hausmeister) ausgeübt. Erzieher, die davon gewusst haben, tolerierten diese durch ihr Schweigen oder förderten sie sogar.
Sexuelle Gewalt kam aber auch von außen. Mädchen des Heims St. Martin in Tirol wurden von Offizieren der Andreas-Hofer-Kaserne vergewaltigt. Die Mädchen, die teilweise noch gar nicht aufgeklärt waren, wurden von einer Erzieherin in leerstehende Zimmer geschickt, die ihnen auch befahl, zu tun, was die Männer verlangten. Ins Heim am Wilhelminenberg in Wien kamen regelmäßig fremde Männer und machten sich über die in ihren Betten liegenden Mädchen her. Wer die Männer ins Heim ließ, konnte nicht mehr geklärt werden.
Schließlich gab es auch unter den Zöglingen sexuelle Gewalt, die jeweils gegenüber den schwächeren Kindern angewendet wurde, wie die „Schmauchelsklaverei“ im Kinderheim Wimmersdorf. Dieses Erzwingen aktiver wie passiver sexueller Handlungen wurde durch die in den Heimen etablierte „Kultur“ exzessiver Gewalt gefördert, einzelne Erziehende wussten davon und tolerierten oder förderten sie sogar.

### Soziale Gewalt
Die Kommunikation der Kinder und Jugendlichen und somit deren soziale Bindungen wurden derart eingeschränkt, dass die Wissenschaftler von einer Verletzung der Grund- und Freiheitsrechte sprechen, insbesondere dann, wenn dem Kind kein schuldhaftes Verhalten vorzuwerfen war. Dazu zählen insbesondere die Kontaktsperren – das Untersagen der Kontaktaufnahme mit Eltern, Geschwistern, Großeltern etc. Ebenso betrifft das die Briefzensur bzw. spätere Handy-Verbote, teilweise willkürliche Ausgangsverbote und das Untersagen der Teilnahme an Familienfeiern.
Die Isolation der Kinder innerhalb der Heime, etwa durch das Einsperren in kerkerähnlichen Räumen, stellt ebenfalls soziale Gewalt dar. Redeverbote bei Tisch oder im Schlafsaal nahmen den Kindern die letzte Möglichkeit, ihre Ängste mittels Kommunikation zu bewältigen. Im Endbericht Wiener Kinderheime heißt es dazu:

„[…] die Perfidie der sozialen Gewalt besteht darin, die Übertretung des Gebots (hier des Redeverbots) zu erzwingen, um dann die Anwendung exzessiver physischer Gewalt mit der Übertretung zu legitimieren.“

### Psychische Gewalt
Psychische Gewalt kam selten für sich allein vor, sondern ging meistens mit physischer, sexueller, sexualisierter oder sozialer Gewalt einher. Ihr Ziel und ihre langfristigen, nur schwer zu therapierenden Folgen sind Angst, Demütigung, Verächtlichmachung, Frustration, Selbsthass und Zerstörung von Selbstliebe und Bindungsfähigkeit.
Laut einer Studie über niederösterreichische Heime berichten knapp 60 % der Betroffenen von Demütigungen, Beschimpfungen, Schikanen, Strafen etc. Fast die Hälfte der Befragten erinnert sich an Drohungen, Einschüchterungen, Verharmlosung und Vertuschung. Ein Drittel war von Abschirmung und Isolation gegenüber der Außenwelt betroffen, ebenso viele waren Zeugen von Gewalthandlungen an anderen Heimkindern. Ein Viertel musste eine Wegsperrung ertragen („Korrektionszelle“). Angst- und Hilflosigkeitsgefühle wurden empfunden und auch die Tatsache, dass sie sich nirgends der Kontrolle entziehen konnten, ist psychische Gewalt.

### Die schlimmsten Heime

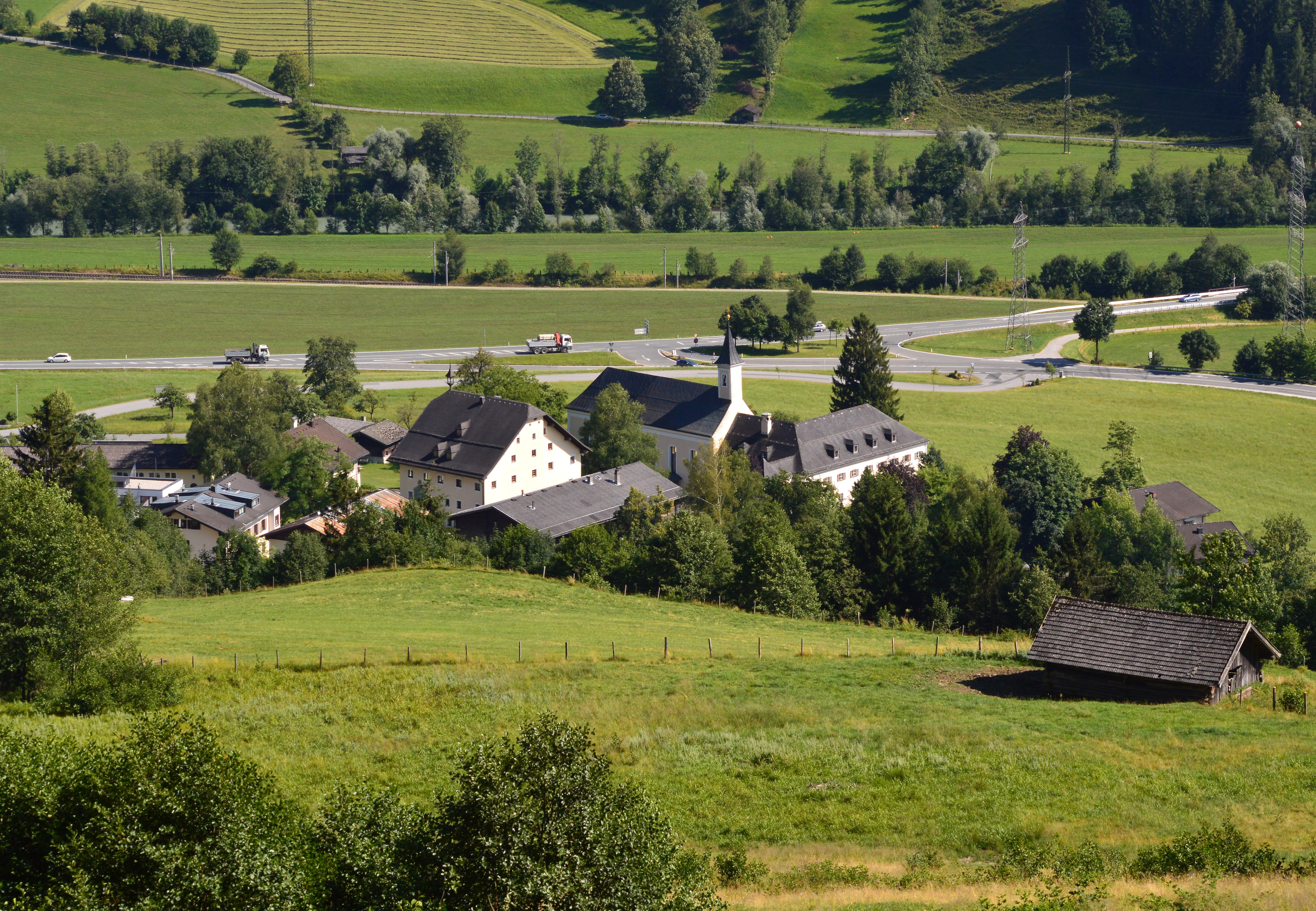
Caritas-Kinderdorf St. Anton in Bruck an der Glocknerstraße

Hans Weiss behandelt in seinem Untersuchungsbericht „Tatort Kinderheim“ 135 (80 weltliche und 55 geistliche) Einrichtungen und nennt als die zehn schlimmsten Heime:
- Martinsbühel (Tirol)
- St. Martin (Tirol)
- Bubenburg in Fügen (Tirol)
- Kinderbeobachtungsstation von Maria Nowak-Vogl (Tirol)
- Caritas-Kinderdorf St. Anton in Bruck (Salzburg)[22]
- Gleink (Oberösterreich)
- Wimmersdorf (Niederösterreich)
- Rohrbach (Niederösterreich)
- Heim der Stadt Wien, Schloss Wilhelminenberg (Wien)
- Kaiser-Ebersdorf (Wien) samt Filiale in Kirchberg
- Heilpädagogisches Kinderheim Hütteldorf (Wien)

Siehe auch: Liste von Kinderheimen in Österreich

### Exkurs: Pflegekinder
Der stark steigende Bedarf an Heimplätzen in den Nachkriegsjahren (allein in Wien stieg die Zahl von 2500 im Jahr 1947 auf 4000 im Jahr 1966 an) begünstigte das Entstehen sogenannter Großpflegefamilien mit bis zu zehn Pflegekindern. Diese waren zumeist Bauern, die weder in hygienischer noch in kulturell-kommunikativer Hinsicht an das Niveau einer durchschnittlichen Wiener Arbeiterfamilie herankamen. Die Pflegekinder mussten bei den Bauern von klein auf arbeiten. Das mussten zwar auch deren eigene Kinder, diese hatten im Gegensatz zu den Pflegekindern aber auch die Aussicht, selbst Bauern zu werden. Laut einer Schätzung des Sozialhistorikers Michael John mussten in Österreich zwischen 1945 und 1980 etwa 150 000 Kinder auf Anordnung des Jugendamtes kostenlose Zwangsarbeit bei Bauern leisten, die dafür noch Pflegegeld bekamen. John hält es für möglich, dass die Landwirtschaft ganz bewusst auf diese Art subventioniert wurde. Mangels Lehrstellen in diesen Gebieten kamen die Pflegekinder mit Ende der Schulpflicht oft wieder in die Städte zurück, wo sie in den Lehrlingsheimen aufgrund ihrer jahrelangen Vernachlässigung und des Sprechens als seltsam empfundener Dialekte ganz unten in der Hierarchie standen, was Gewalt und Mobbing zur Folge hatte.

## Öffentliche Proteste und Diskussionen
Einzelne Heimzöglinge erzählten auf Ausgängen oder, wenn sie ausgerissen waren, ihren Eltern von den Zuständen in den Heimen, oder sie versuchten es mit Anzeigen bei der Polizei. Regelmäßig wurde ihnen nicht geglaubt, sie wurden als Lügner hingestellt und in das Heim zurückgebracht. Trotzdem existierte das Wissen in der Bevölkerung, denn vielen Kindern dieser Zeit wurde in ihren Familien mit dem Heim gedroht, wenn sie nicht brav wären, und zeigten sich unsensibel für schädigende Gewalt. Öffentliche Proteste fanden erstmals 1969 statt.

### Zöglingsaufstand 1952
Am 19. November 1952 kam es infolge eines missglückten Ausbruchsversuchs dreier Jugendlicher zu einem Zöglingsaufstand in der Bundesanstalt für Erziehungsbedürftige in Kaiser-Ebersdorf, einem sogenannten Endstationenheim. Dieser von der Polizei mit Prügelgewalt niedergeschlagene Aufstand führte zwar zu teilweisen Personalwechseln und dem Anstellen von Psychologen in der Anstalt, blieb aber ansonsten eher unbeachtet.

### Kampagne „Öffnet die Heime!“
1969 solidarisierte sich in Wien eine Gruppe linksgerichteter Studenten um Michael Genner mit Fürsorgezöglingen, die nach der Schließung des Caritas-Heimes in der Geblergasse obdachlos geworden waren. Sie biwakierten im Rathauspark, begannen einen Hungerstreik in der Türmerstube des Stephansdoms und besetzten einen leeren Tigerkäfig im Tiergarten Schönbrunn; jede der Aktionen wurde durch die Polizei beendet. Damit begann die Kampagne Öffnet die Heime! der Gruppe, die sich nun Spartakus nannte und um Lehrlinge, Heimbewohner und ehemalige oder untergetauchte Heimbewohner und straffällig gewordene Jugendliche angewachsen war. Sie gaben geflohenen Zöglingen Unterschlupf, verhandelten mit deren Eltern und legten 1970 eine 20-seitige Dokumentation vor, in der sie über die untragbaren Zustände in den Heimen berichteten und die Öffnung der Heime forderten. Sie demonstrierten vor dem Durchzugsheim Im Werd im 2. Wiener Gemeindebezirk und vor der Bundesanstalt für Erziehungsbedürftige in Kaiser-Ebersdorf für die Öffnung der Heime und versuchten eine Besetzung des Jugendheims in Linz-Wegscheid. Zu ihren Forderungen zählte auch die Einsetzung von Jugendkommissionen, die gerichtliche und disziplinarrechtliche Verfolgung der für die Misshandlungen Verantwortlichen auf allen Ebenen sowie die Einsetzung von Studenten der fachlich zuständigen Institute als Praktikanten in den Heimen.
Zur Heim-Enquete (siehe unten) waren die Spartakus-Mitglieder nicht eingeladen. Jedoch verschafften sich Jakob Mytteis, Willi Stelzhammer und Michael Genner gemeinsam mit Heimzöglingen Zutritt und ergriffen das Wort. Missstände wurden aufgezeigt, Protokolle über prügelnde Erzieher verlesen und besonders der Psychiater Walter Spiel angegriffen, der als an der Enquete teilnehmender Experte selbst für die Einweisung von Zöglingen in die Strafgruppe in Kaiser-Ebersdorf und deren berüchtigte Außenstelle in Kirchberg verantwortlich war. Aus dem Protokoll einer Assistentin Spiels wurde verlesen:

„Der Zögling wird dem Psychiater Spiel vorgeführt. Der hört sich den Zögling zwei Minuten an, tut freundlich. Dann diktiert er seiner Sekretärin: ‚asozialer Psychopath, ein völliger Depp – zwei Monate Kirchberg.‘“

Schließlich wurden die Spartakisten einzeln von der Rathauswache hinausgetragen. Walter Spiel hat die gegen ihn erhobenen Anschuldigungen niemals dementiert.

### ORF-Beiträge
Kurt Tozzer thematisierte 1970 in der Sendung Horizonte die triste Lage in einigen Erziehungsheimen, 1971 folgte eine ausführliche ORF-Reportage unter dem Titel Die Betroffenen. Darin wurden Aussagen von Heimleitern jenen ihrer Zöglinge gegenübergestellt. Die Sendung wurde am 10. Jänner und somit wenige Tage vor der Wiener Heim-Enquete ausgestrahlt.

### Heim-Enquete und Wiener Heimkommission
Die Heim-Enquete fand am 20. und 21. Jänner 1971 im Wiener Rathaus statt und führte zur Bildung der Wiener Heimkommission, die es sich zur Aufgabe machte, „für die verantwortlichen Stellen eine Art Leitfaden oder Kompendium all der Maßnahmen, welche die Heimerziehung effektiver und zielführender gestalten sollen“, auszuarbeiten und zu diesem Zweck von März bis November 1971 tagte. Den Vorsitz führte Walter Spiel, was als Zeichen für das hohe Vertrauen gewertet wird, das die Kommunalpolitik in Psychiatrie und Pädagogik setzten. Neben Spiel nahmen Marian Heitger vom Institut für Pädagogik der Universität Wien, Willy Strzelewicz von der Pädagogischen Hochschule Hannover sowie Otto Wilfert von der Wiener Jugendgerichtshilfe als Experten teil. Die von der Heimkommission empfohlenen Ziele waren:
- Die Aufhebung der Trennung nach Alter und Geschlecht – stattdessen sollten die Gruppen koedukativ und mit einer möglichst breiten Altersstreuung geführt werden. Die bislang nur der administrativen Kategorisierung und Typisierung dienende Diagnose sollte um therapeutische Vorschläge ergänzt werden. Spiel sprach sich allerdings dafür aus, die Kinder nach psychischen Störungen zu trennen.
- Institutionelle Gliederung, Ausbildungssituation: Zu den Heimen für Langzeitunterbringung sollten Heime für kürzerfristige Aufenthalte mit Intensivbetreuung geschaffen werden. Weiters Spezialheime und relativ offen geführte Wohnheime, die verschiedene Spezialaufgaben übernehmen sollten. Großheime sollten gänzlich abgeschafft und durch familienähnliche Gruppen, die 8 bis 15 Zöglinge umfassen, ersetzt werden. Interne Schulen sollten für Externisten geöffnet werden, wobei externe Schulausbildung vorzuziehen sei. Bei der Berufswahl sollte den Jugendlichen maximale Selbstverwirklichung ermöglicht werden. Enge Zusammenarbeit wurde mit allen Außenstationen und ambulanten Spezialeinrichtungen empfohlen (als Beispiele wurden u. a. heilpädagogische und neuropsychiatrische Ambulanzen angeführt), aber auch die Kooperation mit den Eltern der Kinder, da das Ziel eine Wiedereingliederung des Zöglings in die Familie sei, welche im Sinne allgemeiner Familienfürsorge in ihrer Gesamtheit zu sanieren sei. Zur Erreichung dieses Ziels sollten auch systematische Elternrunden und Hausbesuche durch Erzieher stattfinden und die Besuchszeiten flexibel gehandhabt werden.
- Öffnung der Heime, Therapie, Belohnungs-Bestrafungs-System: Heime sollten in ihre lokale Umgebung integriert und den Kindern Kontakte mit anderen ermöglicht werden, etwa durch die Schaffung von Jugendgruppen in den Heimen, die auch von auswärtigen Jugendlichen besucht werden können. Lebenspraktische Trainings sollten die Jugendlichen auf die Welt außerhalb des Heimes vorbereiten (als Beispiele wurden Verkehrserziehung, Kleiderpflege, Kochen einfacher Mahlzeiten und Geldgebahrung aufgezählt). Auch Psychotherapien wurden gefordert und Strafen grundsätzlich als nicht geeignetes Mittel zum Erreichen freier und kritischer Einsicht erkannt, jedoch wären sie „als ultima ratio manchmal nötig, um Terror und Ordnungslosigkeit oder die Nichtakzeptierung eines wohlgemeinten pädagogischen Dialogs zu verhindern“.
- Unterricht und Freizeitgestaltung: Das Ziel der internen Ausbildung sollte sein, das Niveau der externen Ausbildung zu erreichen. Dafür sollte der Unterricht so flexibel gestaltet werden, dass auf die Bedürfnisse einzelner Kinder eingegangen werden könne. Für die Freizeit sollten Hobbygruppen angeboten, jedoch die Freizeit nicht durchorganisiert werden.
- Intimsphäre, Heimdemokratie: Eingriffe in die Intimsphäre wie Briefzensur oder Lesen von Tagebüchern wären abzulehnen und dürften nur dort erfolgen, wo sie „zur Sicherstellung des pädagogischen Erfolges unvermeidbar oder aus sanitären Gründen nicht zu umgehen sind“. Erzieher sollten Sexualität nicht nur als disziplinäres Problem sehen, sondern sexuelle Äußerungen als für die Entwicklung der Persönlichkeit wichtigen Wert erkennen. „Sexuelles Fehlverhalten sollte kein Grund für Strafsanktionen sein.“ Die Demokratisierung der Heime erfordere eine gewisse Bereitschaft zum Risiko von Heimleitern und Erziehern, Probleme in den Gruppe sollten durch sozialintegrative Verhaltensweisen anstelle autoritärer Maßnahmen gelöst werden.[24]

### Wiener Heim-Studie „Verwaltete Kinder“
1974 erschien die von Irmtraut Leirer, Rosemarie Fischer und Claudia Halletz erstellte Wiener Heim-Studie. Die Autorinnen führten Untersuchungen anhand der Akten sowie Beobachtungen und Befragungen in 34 städtischen und privaten Vertragsheimen der Gemeinde Wien durch. 1976 erschien die Studie als Buch unter dem Titel Verwaltete Kinder. Eine soziologische Analyse von Kinder- und Jugendlichenheimen im Bereich der Stadt Wien. Jedoch durften weder die untersuchten Heime noch deren Heimleiter beim Namen genannt werden, die Gemeinde Wien als Auftraggeberin verlangte deren Anonymisierung. Inhaltlich gingen die Autorinnen zunächst auf die Empfehlungen der Heimkommission ein und stellten fest:

„Obwohl diese Empfehlungen und Zielvorstellungen in sich widersprüchlich und von unserem Standpunkt aus in manchem anzweifelbar sind, stellen sie dennoch das Fortschrittlichste, das die Sozialpädagogik hierzulande zu bieten hat, dar.“

Im weiteren stellten sie fest, dass zum Untersuchungszeitpunkt nur 11 Heime den von der Heimkommission erstellten Grundlagen entsprachen. Die Mehrzahl der Heime waren Totale Institutionen und die Methoden der Erziehung waren als Totale Erziehung zu bezeichnen.
Die Studie fand in nationalen wie internationalen Medien Beachtung. Das profil schrieb etwa im Sommer 1976 unter dem Titel Total verwaltete Kinder:

„Die Zustände in den Heimen sind großteils unter jeder Kritik.“

### Wiener Illustrierte Stern
Günther Schweitzer, Autor der Wiener Illustrierte Stern, kritisierte in einer Reportage über Wiener Kinderheime im Jahr 1974, dass bisher erfolgte Änderungen aufgrund der medial hochgelobten Wiener Heim-Enquete nur kosmetische Operationen waren. Das Personal sei dasselbe in seiner Praxis erstarrte geblieben, junge Kräfte wären teilweise binnen Monaten hinausgeekelt worden. Es herrschten Zustände, die denen eines Gefängnisses in nichts nachstünden.

„Mit dem Unterschied allerdings, dass es sich ein Strafvollzugsbeamter in Stein kaum leisten könnte, einen Häftling zu schlagen.“

 Schweitzer nannte auch Namen von prügelnden Erziehern. Selbst die Beschwerde in einem konkreten Fall beim Leiter des Wiener Jugendhilfswerks verlief im Sand.

### Ohne Maulkorb
Die Sendung Ohne Maulkorb brachte 1975 unter dem Titel Verstaatlichte Kinder einen Beitrag, der sich vor allem damit befasste, dass Heimkinder keine Zukunft haben. Eine nicht näher bezeichnete Ärztin (vermutlich Psychiaterin) sagte in einer Pause, in der sie meinte, das Mikrofon sei ausgeschaltet, über die Erziehungsheime:

„Das ist wie eine Mühle, wo man dann ausgemahlen […], wohlverschrotet und in Stücken herauskommt.“

### Fachzeitschriften
Die kritischen Fachzeitschriften betrifft:Sozialarbeit und erziehung heute berichteten ab 1975 regelmäßig über Missstände in Heimen.

### Tiroler Arbeitskreis Heimerziehung und Sendung Teleobjektiv
Mit der Heimproblematik in Tirol insgesamt und auch mit den medizinischen Versuchen mit Epiphysan in der Kinderbeobachtungsstation Maria Nowak-Vogl befasste sich der 1978 gegründete Tiroler Arbeitskreis Heimerziehung. Gemeinsam mit Kurt Langbein kam es 1980 zu einem Beitrag in der ORF-Sendung Teleobjektiv, in dem nicht nur die Überwachung mit Videokameras und Klingelmatratzen für Bettnässer zur Sprache kamen, sondern auch die gegen Masturbation eingesetzten Epiphysan-Spritzen. Zwei Tage nach Ausstrahlung der Sendung forderte Fritz Prior die Absetzung der Sendung. In weiterer Folge kam es zu einer Strafanzeige gegen Maria Nowak-Vogl, die jedoch aufgrund der Entlastung durch Andreas Rett zu keiner Verurteilung führte. Nowak-Vogl konnte ihre Beobachtungsstation bis zu ihrer Pensionierung im Jahr 1987 weiterbetreiben.
Schließlich gelang es dem Tiroler Arbeitskreis Heimerziehung aber doch, einige Reformen in Tiroler Heimen voranzutreiben. Der Karzer in St. Martin wurde gestrichen und die Bezahlung für die Arbeitsleistung der Jugendlichen verbessert. Zudem wurde eine Selbstverwaltungsgruppe etabliert, die ein erster Schritt zur Öffnung des Heimes war. Zur bereits ein paar Jahre zuvor stattgefundenen Öffnung des Heimes in Kleinvolderberg wurde das Qualifikationsniveau der Berufsausbildung für die dort untergebrachten Burschen gehoben, jedoch hielt sich das Karzersystem immer noch. Einige Zeit später versuchte man, Wohngemeinschaften innerhalb des Heimes zu etablieren. Das Landeserziehungsheim Schwaz wurde umgebaut und umstrukturiert; es entstanden kleine Wohngruppen für jeweils zehn Jugendliche mit Zwei- bis Dreibettzimmern anstelle der Schlafsäle, und es wurde versucht, das neue, jedoch auch mit problematischem Hintergrund behaftete pädagogische Konzept nach Andreas Mehringer umzusetzen. – Sowohl die Versuche in Kleinvolderberg als auch in Schwaz scheiterten an der mangelhaften Qualifikation des Personals und daran, dass Großheime nicht dafür geeignet waren.

### Brigitte Wanker
Brigitte Wanker, die um den Jahreswechsel 1979/1980 eine Stelle als Hilfspflegerin im St.-Josefs-Institut in Mils bei Hall annahm, konnte die Zustände in dem Heim nicht mitansehen. Sie nahm Kontakt mit ihrer Vorgängerin Maria Zipperle auf, von der sie erfuhr, dass diese bereits vergeblich versucht hatte, sich bei einer Fürsorgerin des Jugendamtes zu beschweren. Wanker suchte daraufhin unter Mitnahme ihres Tagebuches den Leiter des Innsbrucker Jugendamtes, Hermann Schweizer, auf und erzählte ihm, wie erschüttert sie war. Schweizer forderte sie auf, ihre Aufzeichnungen sofort zu verbrennen und zu kündigen, da sie zu sensibel für den Beruf sei. Wanker kündigte nach fünf Monaten Dienstzeit, frustriert, nichts verändern zu können. Wanker und Zipperle nahmen mit Hilfe von Volker Schönwiese Kontakt zu Kurt Langbein und Claus Gatterer auf, welche daraufhin für die Sendung Teleobjektiv (siehe Tiroler Arbeitskreis Heimerziehung) auch einen Bericht über das St.-Josefs-Institut drehten; Wanker und Zipperle sagten darin aus. Nach Ausstrahlung der Sendung empörten sich Kirche, Politik und Presse in Tirol nicht über die gezeigten Zustände, sondern über Wankers Aussage.
Fritz Prior zitierte Wanker und Zipperle in sein Büro, wo er ihnen drohte. Zu Wanker sagte er, er werde, solange er lebe, dafür sorgen, dass sie nie eine Landesstelle bekommen werde. Der Dekan von Hall, Bernhard Praxmarer, hielt Wanker vor, ein Opfer des Kommunismus und des linken Packes sowie eine linke Emanze zu sein und sie hätte für die Sendung Geld bekommen. Auch Drohbriefe bekam Wanker. Als sie sich für einen Ausbildungsplatz in der Erzieherschule Pfaffenhofen bewerben wollte, erhielt sie zur Antwort, sie brauche sich erst gar nicht zu bewerben. Wanker wanderte schließlich nach Wien aus und machte eine Ausbildung zur Sozialpädagogin, ehe sie zehn Jahre später nach Tirol zurückkehrte. Zipperle bekam jahrelang nur befristete Dienstverträge. Gerichtliche Vorerhebungen wegen der aufgezeigten unmenschlichen Zustände in Mils wurden rasch wieder eingestellt. Ehemalige Heimkinder fordern nun das Sozialehrenzeichen des Landes Tirol für Brigitte Wanker.

### Eingemottete Ausstellung
Der Linzer Sozialforscher Michael John erforschte ab 2003 im Auftrag des (neuen) Direktors des Jugendwohnheimes Wegscheid, Alois Brandstätter, finanziert durch die Landesregierung, die Jugendwohlfahrt und den oberösterreichischen Soziallandesrat Josef Ackerl, die Geschichte der Landesfürsorgeheime für eine Wanderausstellung. John berichtete etwa von Prügelstrafen, von nackt in die Korrektionszelle gesperrten Jugendlichen, von Sprechverbot und Kapo-System, und nicht zuletzt von Erziehern mit Nazi-Vergangenheit. Die Wanderausstellung wurde im Juni 2006 im Jugendheim Linz-Wegscheid eröffnet.
Daraufhin klagten der ehemalige Heimleiter Siegfried Raingruber und der Erzieher Johann Aichinger, die ein besonders strenges Regime geführt haben sollen und ehemalige NSDAP-Mitglieder waren, wegen übler Nachrede. Die Klagen wurden zwar abgewiesen, das Land ließ die Wanderausstellung trotzdem nicht weiterwandern, sie wurde eingemottet. Im Weiteren fand John heraus, dass Johann Aichinger 1971 zu einer Geldstrafe verurteilt worden war, weil er einen Zögling mit kräftigen Fausthieben und einem Schlüsselbund blutig geschlagen hatte. 1988 versuchten vier Jugendliche mit einem offenen Brief, auf Schläge und Beschimpfungen im Heim aufmerksam zu machen. Ende Mai 2010 wurden Aichinger und Raingruber mit der Verdienstmedaille des Landes Oberösterreich geehrt.

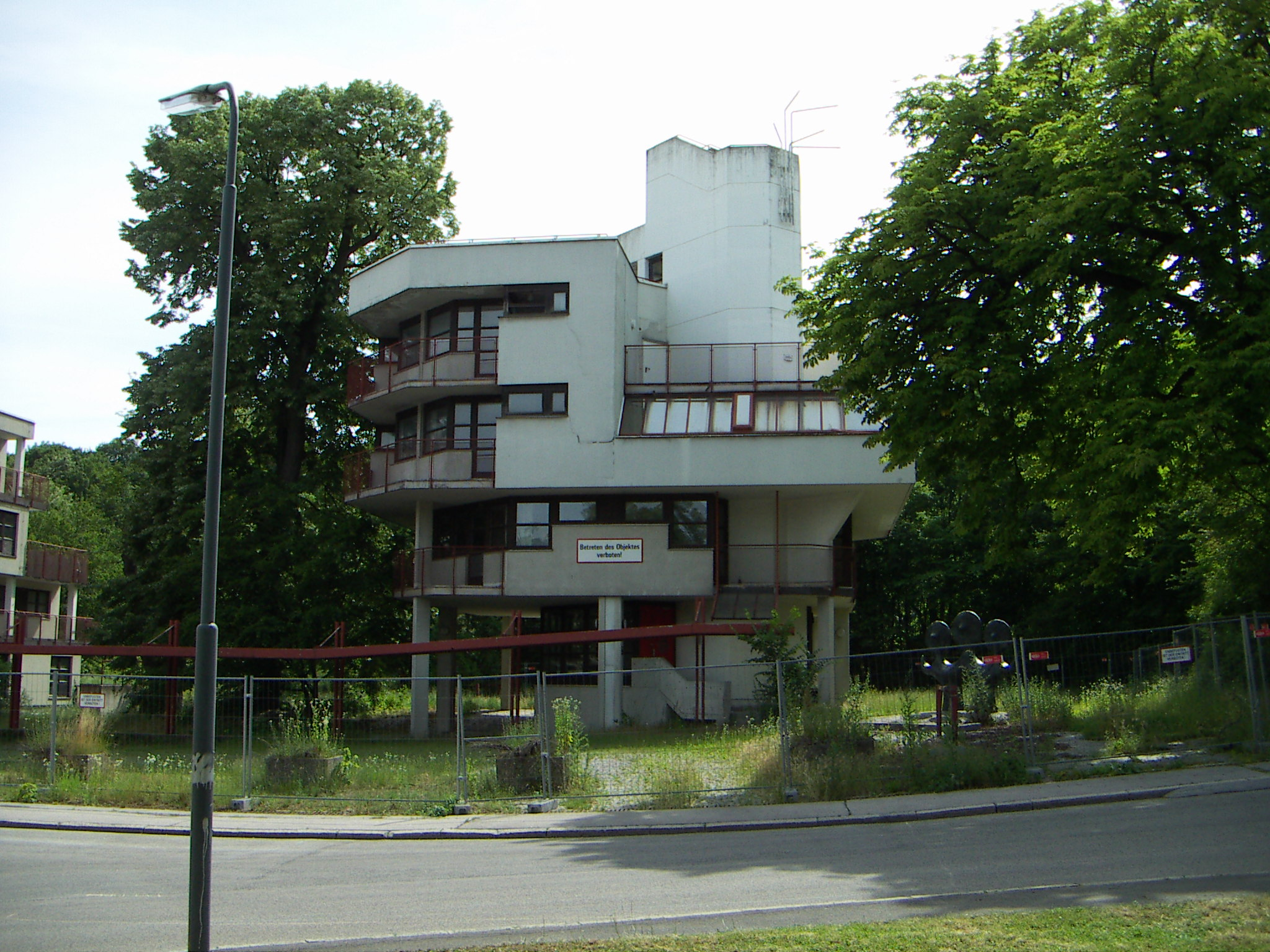
Stadt des Kindes

## Alternative Vorreiter
Außer in Tirol entstanden auch im restlichen Österreich alternative Modelle und Projekte, wie etwa die Stadt des Kindes, die als vielfach beachtetes Vorzeigeprojekt Wiens jedoch ebenfalls daran scheiterte, dass sie als Großheim (260 Kinder) angelegt war. Das Zentrum Spattstraße in Linz wurde 1963 gegründet. Zu den fünf Gruppen mit jeweils 6 bis 9 Mädchen kamen zwischen 1966 und 1975 drei Wohngemeinschaften hinzu. Allerdings wurde 1976 auch eine geschlossene Gruppe eingeführt, was große Enttäuschungen bei den kritischen Heimerziehern auslöste.
In Salzburg, einem Bundesland, das bisher kein eigenes Landeserziehungsheim führte, entstand 1974 in St. Johann im Pongau die Initiative „Pongauer Jugendhilfe“, deren Ziel die Errichtung von Wohngemeinschaften und anderer offener Lösungen zur Ersatzerziehung Jugendlicher war. Die erste Wohngemeinschaft wurde trotz finanzieller und räumlicher Probleme sieben Jahre lang ein Vorzeigeprojekt. Anschließend scheiterte das Projekt an der Bevölkerung, die darin einen Schandfleck in ihrem Fremdenverkehrsort sah, und an Landesrat Oberkirchner, der andere Pläne hatte. Trotzdem konnte mit dem Projekt erreicht werden, dass das Land 1976 vom Bau eines eigenen Erziehungsheimes Abstand nahm.

## Kurswechsel in der Jugendfürsorge
Seit der Reform des Jugendwohlfahrtsgesetzes im Jahr 1989 erhalten Mütter die Vormundschaft über ihre unehelichen Kinder ohne Begutachtung zugesprochen, die Fürsorge handelt nach dem Prinzip der subsidiären Stärkung junger Mütter und Ehepaare. Kindesabnahmen und somit der Bedarf an Heimerziehung werden dadurch in den Hintergrund gedrängt. Auch brach das Jugendwohlfahrtsgesetz von 1989 mit dem System der geschlossenen Unterbringung. Es dauerte trotzdem bis in die 2000er-Jahre, bis die letzten Großheime geschlossen wurden und flächendeckend kleinere Betreuungseinheiten entstanden.
2008 gab es in Wien 60 Wohngemeinschaften mit je acht Kindern. Von den Erziehenden beklagte Nachteile sind die Isolation der Kinder, die etwa durch feindselige Nachbarn entsteht, sowie die sogenannten „Drehangeltürkinder“: Das sind Kinder, die zu früh in ein noch desolates Zuhause entlassen werden und bei einer Neuaufnahme zumeist in eine andere Wohngemeinschaft kommen.
Kinder- und Jugendanwälte kritisieren die immer noch vorherrschende Praxis, Kinder in Unterkünfte fernab der elterlichen Wohnung zu verschicken – nicht nur, wie schon früher üblich, kreuz und quer durch alle Bundesländer (2012 waren laut einem Ö1-Bericht knapp 1000 Kinder in anderen Bundesländern untergebracht, Spitzenreiter waren Wien mit 299 und die Steiermark mit 273 Kindern), sondern auch ins Ausland. 2012 hatte Oberösterreich 5, Salzburg 17, Tirol 38 und Vorarlberg 10 Kinder in Deutschland untergebracht. Aus Kärnten waren 5 Kinder auf Frankreich, Spanien, Portugal, Italien und Deutschland aufgeteilt. Im Jahr 2011 hatte die Steiermark 9 Kinder in Deutschland, Griechenland, Namibia, Spanien und Polen untergebracht. Es wird eine völlige Entwurzelung der Kinder befürchtet, darüber hinaus ist es auch unmöglich für die österreichischen Behörden, die ausländischen Heime zu kontrollieren.

## Aufarbeitung

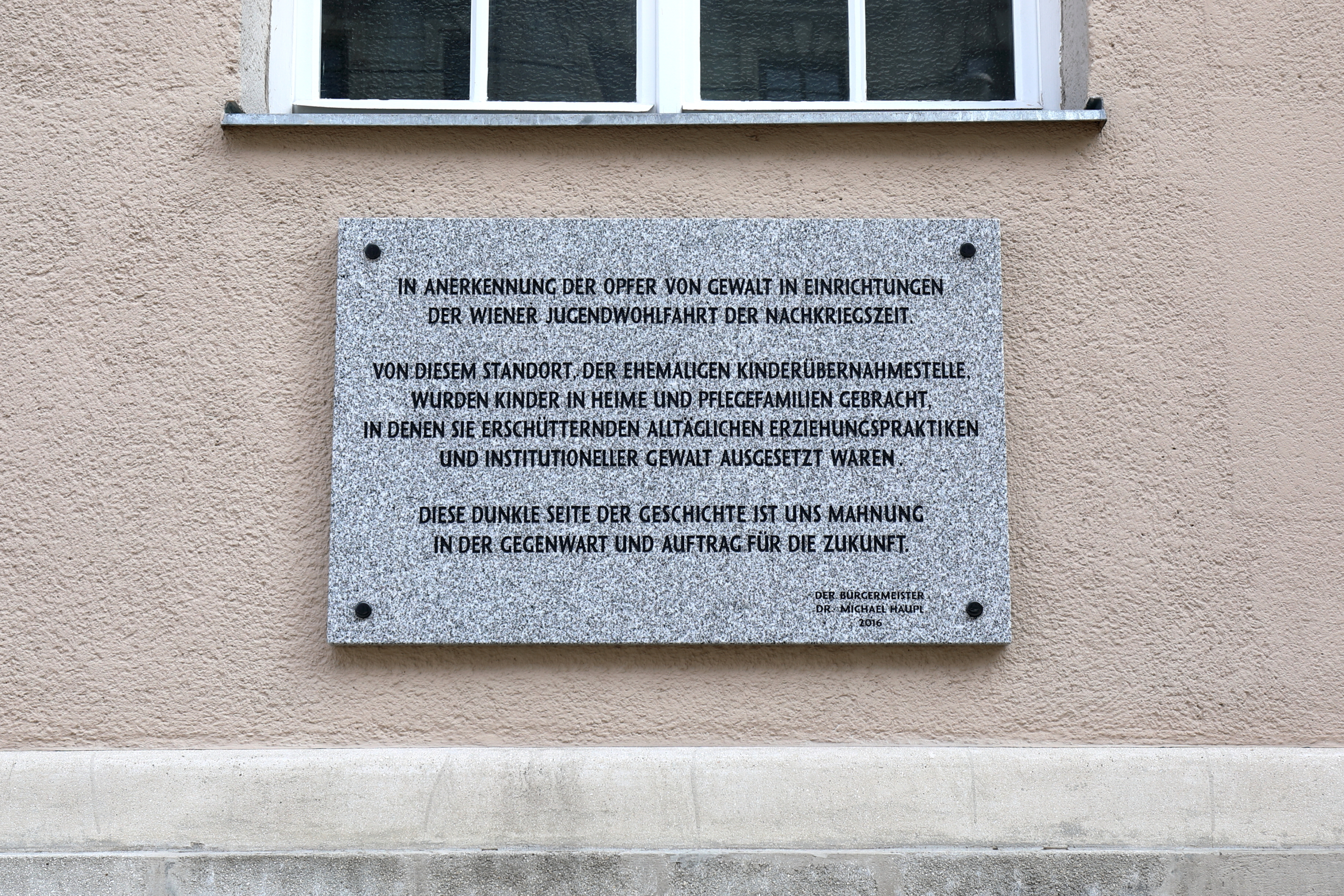
Gedenktafel an die Opfer der Wiener Jugendwohlfahrt beim Julius-Tandler-Familienzentrum

Im August 2011 klagte Jenö Alpar Molnar, ein ehemaliger Heimzögling, das Land Oberösterreich wegen Verstoßes gegen die Menschenrechte und wegen institutionalisierten Unrechts auf 1,6 Mio. € Schadensersatz. Im Herbst 2013 gab es in dem Fall ein „richtungsweisendes Gutachten“, so dass der Fall nicht verjährt ist.
Im Oktober 2011 wurden von ehemaligen Zöglingen des Kinderheims Schloss Wilhelminenberg schwere Vorwürfe über systematische körperliche Misshandlungen und Serienvergewaltigungen erhoben.
Im Juli 2012 wurde der im Auftrag der Stadt Wien angeregte Bericht Gewalt gegen Kinder in Erziehungsheimen der Stadt Wien veröffentlicht.

## Sonstige Anmerkungen
1. ↑  Die Väter der Heimkinder waren 1971 in Wien zu 87,1 % Arbeiter (Fach-, Hilfs- und angelernte Arbeiter) und zu 9,4 % Angestellte oder Beamte. Gesamt waren in Wien hingegen 39,2 % der männlichen Bevölkerung Arbeiter und 50,2 % Angestellte oder Beamte. Unter den Müttern der Heimkinder waren 50,5 % berufstätig, davon 90 % als Arbeiterinnen und 8,1 % als Angestellte oder Beamtinnen. Gesamt waren 37 % der erwerbstätigen Frauen Wiens Arbeiterinnen und 56,1 % Angestellte oder Beamtinnen.